# Història dels Països Catalans

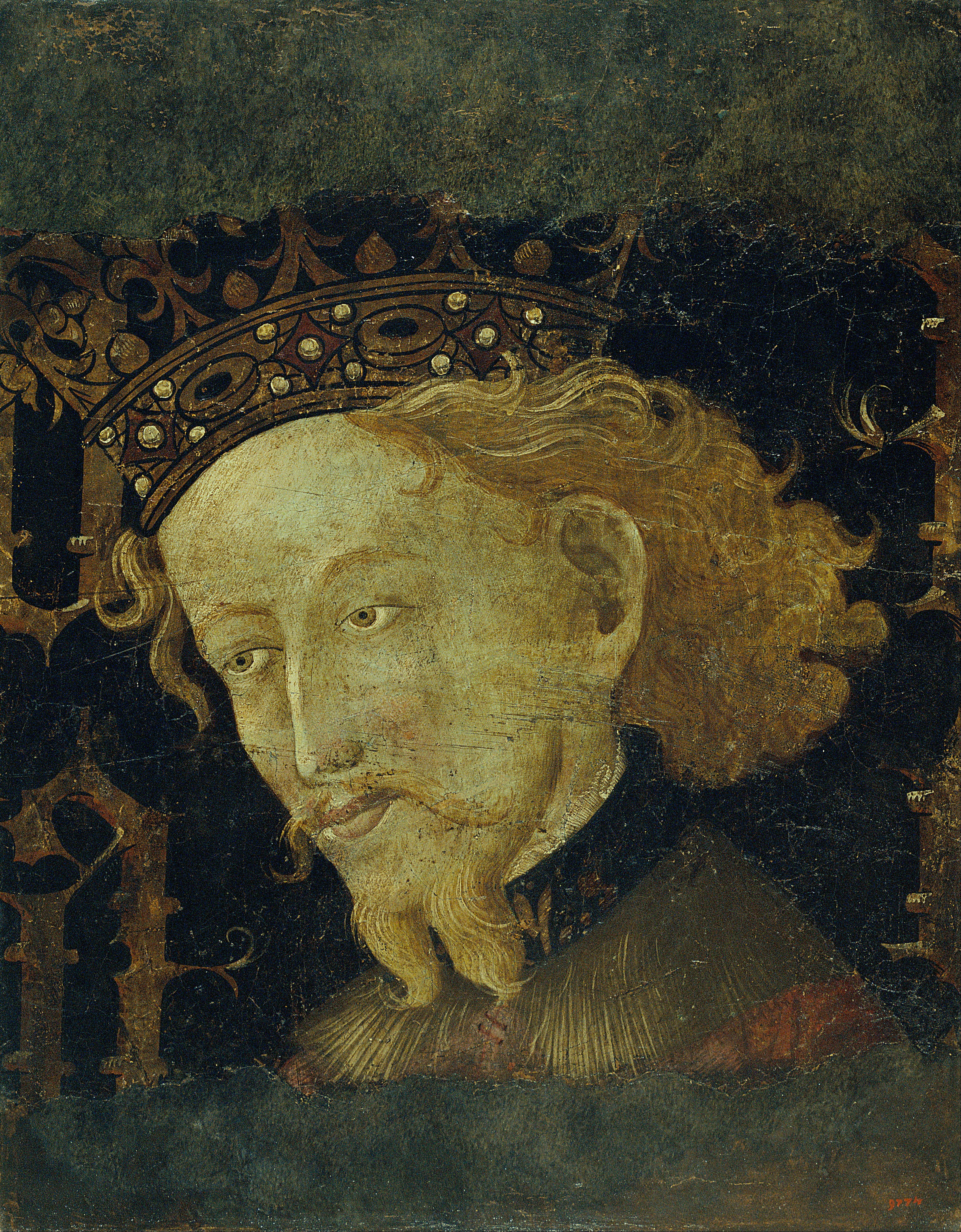
Amb Jaume el Conqueridor s'inicia la història dels Països Catalans.

La història dels Països Catalans és la de la gent dels territoris on es parla la llengua catalana.

## Prehistòria
La prehistòria als Països Catalans comprèn el període des de l'aparició de l'home a la constatació dels primers testimonis escrits. La prehistòria es coneix gràcies a l'arqueologia. Entre Catalunya i el País Valencià hi ha una certa continuïtat en el desenvolupament prehistòric. Les Illes Balears en canvi són un món a part; Mallorca i Menorca pertanyien a civilitzacions sense connexió continental mentre Eivissa i Formentera tradicionalment s'ha cregut que no estaven habitades fins a l'arribada dels fenicis però aquesta suposició està en revisió.

### Inicis de la prehistòria

Animació representant la tècnica Levallois per a fer estris de pedra en la prehistòria.

A la Catalunya Nord s'hi han trobat, a la Cova de l'Aragó a Talteüll, fòssils d'humans anteriors a la dels homes neandertals essent aquestes restes entre les més antigues dels Països Catalans i d'Europa.
Al Principat de Catalunya els primers poblaments que s'han trobat són del Paleolític mitjà amb la mandíbula de Banyoles com a fòssil prominent. Els jaciments del període mosterià de Catalunya més coneguts són l'Abric Romaní i l'Estació Agut a Capellades, Moià i la Cova de les Teixoneres a Reus.
Al País Valencià les primeres restes de poblament també corresponen al Paleolític mitjà amb els jaciments principals de la Cova Negra (Bellús i Xàtiva), la Cova de la Petxina (Bellús) i la Cova del Cochino (Villena) amb restes dels nenadertals.
A les Illes Balears en sentit estricte (Mallorca i Menorca) els primers artefactes humans s'han trobat a la Cova del Canet de Mallorca i s'han datat de 7220 aC. Els primers fòssils humans s'han trobat a la Cova de Muleta de Sóller que, datats amb el carboni 14, han donat uns 5.500 anys d'antiguitat. La cultura dels talaiots no apareixeria fins a 1.500 anys després.
A Eivissa, es detecten uns canvis de fauna a la Cova d'es Pouàs (datats del cinquè mil·lenni) difícils d'explicar sense la intervenció humana(Alcover 1994)

### Paleolític

#### Població durant el Paleolític
A l'illa de Mallorca la seva extensió superficial (3.600 km²) permet considerar-la com un únic territori de captació de recursos d'una població caçadora recol·lectora D'acord amb Gamble (1990) l'illa hauria d'estar poblada per més d'una banda (aproximadament una banda és de 30 persones) i el màxim demogràfic seria d'unes 500 persones. Extrapolant aquesta dada, la totalitat dels Països Catalans (68.500 km²) estarien habitats, en el Paleolític per unes 10.000 persones.
Els habitatges protegits com les coves proporcionen la majoria de restes que s'han conservat del Paleolític, per això s'estima que aquest tipus d'hàbitat aquesta sobrerepresentat i que de la immensa majoria dels habitatges a l'aire lliure, segurament molt abundants, és difícil trobar-ne res. També s'ha de tenir en compte que els ossos no es conserven en terrenys àcids que són freqüents al nord del Llobregat, en determinats punts del País Valencià (com la Serra d'Espadà) i a la meitat de Menorca.
Les principals mostres d'art d'aquest període als Països Catalans es troben en coves del País Valencià com la Cova del Parpalló. Cap a final del Paleolític a Catalunya es trobarà en l'extrem nord de l'art rupestre en allò que s'anomena art rupestre llevantí o “pintors de les serres” per exemple a la Cova del Cogul a Les Garrigues.
Al País Valencià estan testimoniades les eines de pedra típiques del Paleolític superior mediterrani successivament: Gravetià, Solutrià, Epigravetià i Magdalenià. Les coves més explorades són les del Parpalló i de les Meravelles (Gandia), de les Rates Penades i del barranc Blanc (Ròtova), de les Malladetes (Barx), del Volcà del Far (Cullera). El nivell amb restes del magdalenià i solutrià només s'ha trobat al Parpalló, l'abundor de troballes d'artefactes i d'art contrasta amb els poc fòssils d'ossos humans que s'hi han trobat. El País Valencià hi ha nombroses i famoses pintures prehistòriques de l'art rupestre llevantí (que arriben també als territoris veïns d'Aragó, Múrcia i Catalunya). Van des de les muntanyes de les comarques dels Ports i del Maestrat (amb l'emblemàtic grup del barranc de la Valltorta, Gasulla d'Ares) al centre del país Dosaigües, Aiora, Bicorb (Cova de l'aranya) i fins a Alcoi (Cova de la Sarga). L'art rupestre llevantí mostra representacions esquemàtiques i dinàmiques de caceres. La cronologia d'aquestes representacions artístiques ha estat molt discutida si bé al principi es consideraven del Paleolític superior actualment es pensa que són del Neolític.
A Mallorca i Menorca no s'ha testimoniat un poblament paleolític. Fins al Neolític, a la fi del tercer mil·lenni aC o començament del segon mil·lenni, no hi ha restes d'un poblament generalitzat.

### Neolític
El neolític significa una revolució en passar d'una economia humana basada en la caça i la recol·lecció a una altra agrícola i ramadera. Mesolític o Epipaleolític és el període de transició entre el Paleolític i el Neolític, quan el clima ja es va fer més càlid però encara no s'havia adoptat l'agricultura i la ramaderia. A Catalunya és típica la ceràmica impresa o montserratina més coneguda com la variant de la ceràmica cardial que estava estesa sobre gran part de Catalunya i que a més arribava més al nord amb la ceràmica impresa del Llenguadoc i cap al sud amb la ceràmica impresa del País Valencià. Va ser en el segon Neolític quan es van conrear les planes i les terres baixes i allí es feien els sepulcres de fossa que a la Península només es troben a Catalunya però que estan relacionats amb una cultura d'Europa Occidental (Chassey, Lagozza, Cortaillod), malgrat que els prehistoriadors van estar durant anys considerant-los una manifestació de la cultura d'Almeria. Al País Valencià les principals coves amb restes del Neolític són: la Cova de la Sarsa, a Bocairent, i la de l'Or, a Beniarrés, amb ceràmica impresa cardial. Abans del 5000 aC, ja comença a la cova de l'Or el neolític amb conreu de blat i 'ordi.
Del megalitisme propi d'aquesta època Lluís Pericot va recollir 211 dòlmens catalans (a més de 46 dubtosos) situats en un mapa junt amb els del Rosselló (39 dòlmens).
A Catalunya, fa uns 4000 anys BP, l'esperança de vida era d'uns 26 anys.

### Prehistòria de Catalunya
Hi ha moltes restes arqueològiques que mostren un antic poblament en la prehistòria de Catalunya, fins que el territori entrà en el període històric amb la pràctica de l'escriptura per part dels ibers, grecs i cartaginesos. Se sap que estava poblada en el Paleolític inferior, establint-se entre un milió i vuit-cents mil anys enrere la presència de l'Homo antecessor, però la informació que n'ha quedat és escassa. De fa 450.000 anys data l'home de Talteüll. Del Paleolític mitjà ha quedat establert que hi havia l'home de Neandertal. D'aquesta època és la mandíbula de Banyoles, la dent incisiva inferior i la mandíbula de la Cova del Gegant de Sitges, l'abric Romaní, les restes de la cova de les Teixoneres,el jaciment de la bòbila Sugranyes o la Cova del Rinoceront. En el neolític apareixen restes de sepultures de fossa. Cap al 6000 aC és quan es poden datar els primers dòlmens i altres monuments megalítics catalans. Juntament amb ells, apareixen mostres de terrissa decorada amb petxines (ceràmica cardial). Catalunya entraria a l'edat dels metalls gràcies al coure poc abans del 2000 aC, amb influència de cultures de vas campaniforme europees. L'arribada dels pobles indoeuropeus cap al 1000 aC significà un canvi profund en la tecnologia. Introduïren, per exemple, els ritus d'incineració (camps d'urnes), estengueren l'agricultura i la ramaderia i introduïren l'ús del ferro (edat hallstàttica), encara que aquest ús no arrelà fins a la influència de les cultures gregues i fenícia.

### Prehistòria de les Illes Balears

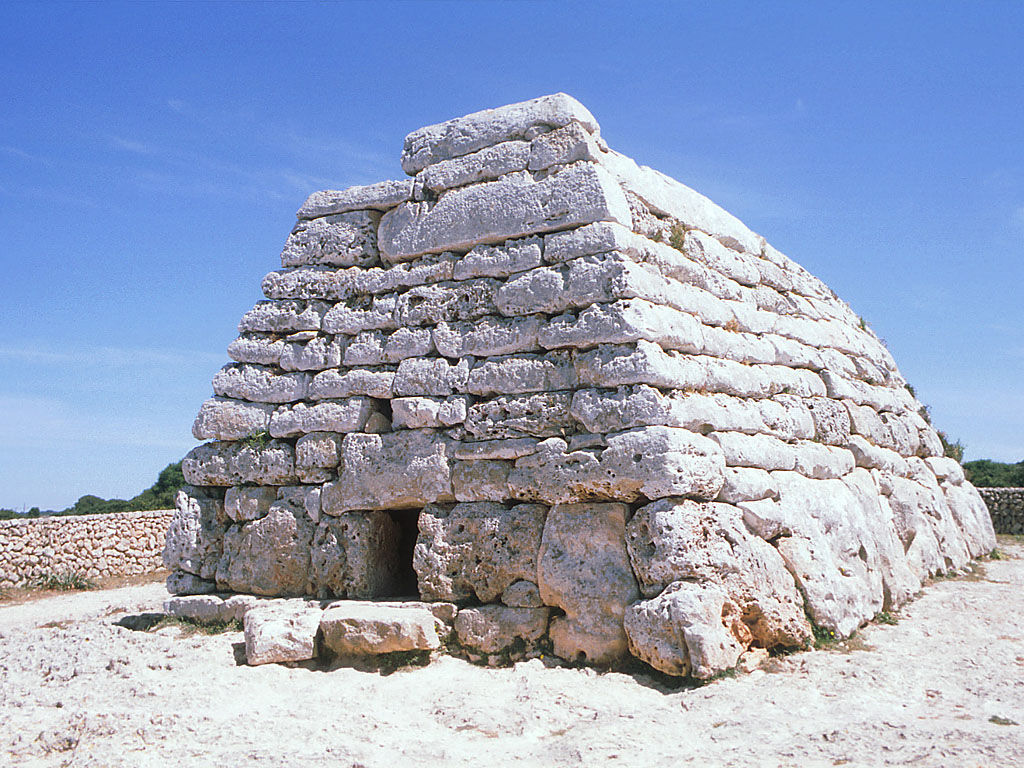
Naveta des Tudons

Fins fa poc, els historiadors tenien la hipòtesi que les Illes Balears van ser poblades per pobles procedents de la península Ibèrica en el cinquè mil·lenni abans de Crist. El descobriment d'indicis de carbons a la cova de Canet, en el municipi mallorquí d'Esporles, ha fet sospitar als arqueòlegs que, cap a l'any 7200 aC, va existir probablement una població a cavall entre el Paleolític i el Neolític. Entre el 3000 i el 1300 aC, petites col·lectivitats organitzades al voltant de l'agricultura i la ramaderia van habitar l'arxipèlag. És l'època dels sepulcres megalítics i els rituals religiosos en túmuls mortuoris formats per pedres gegantines. A finals d'aquest període comencen a sorgir les navetes, unes edificacions en forma de nau invertida destinades a fins funeraris, tot i que a Mallorca, les anomenades navetiformes servien d'habitació. La més famosa naveta és la d'Es Tudons, a l'illa de Menorca.

#### La cultura megalítica dels talaiots

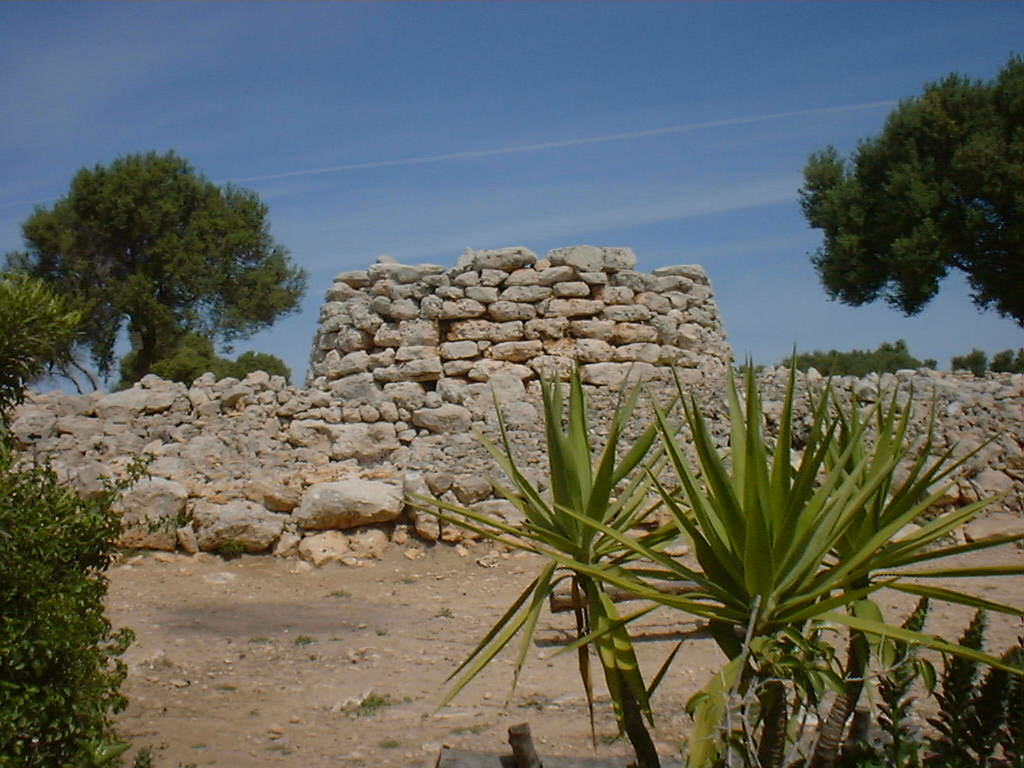
Talaiot a Mallorca.

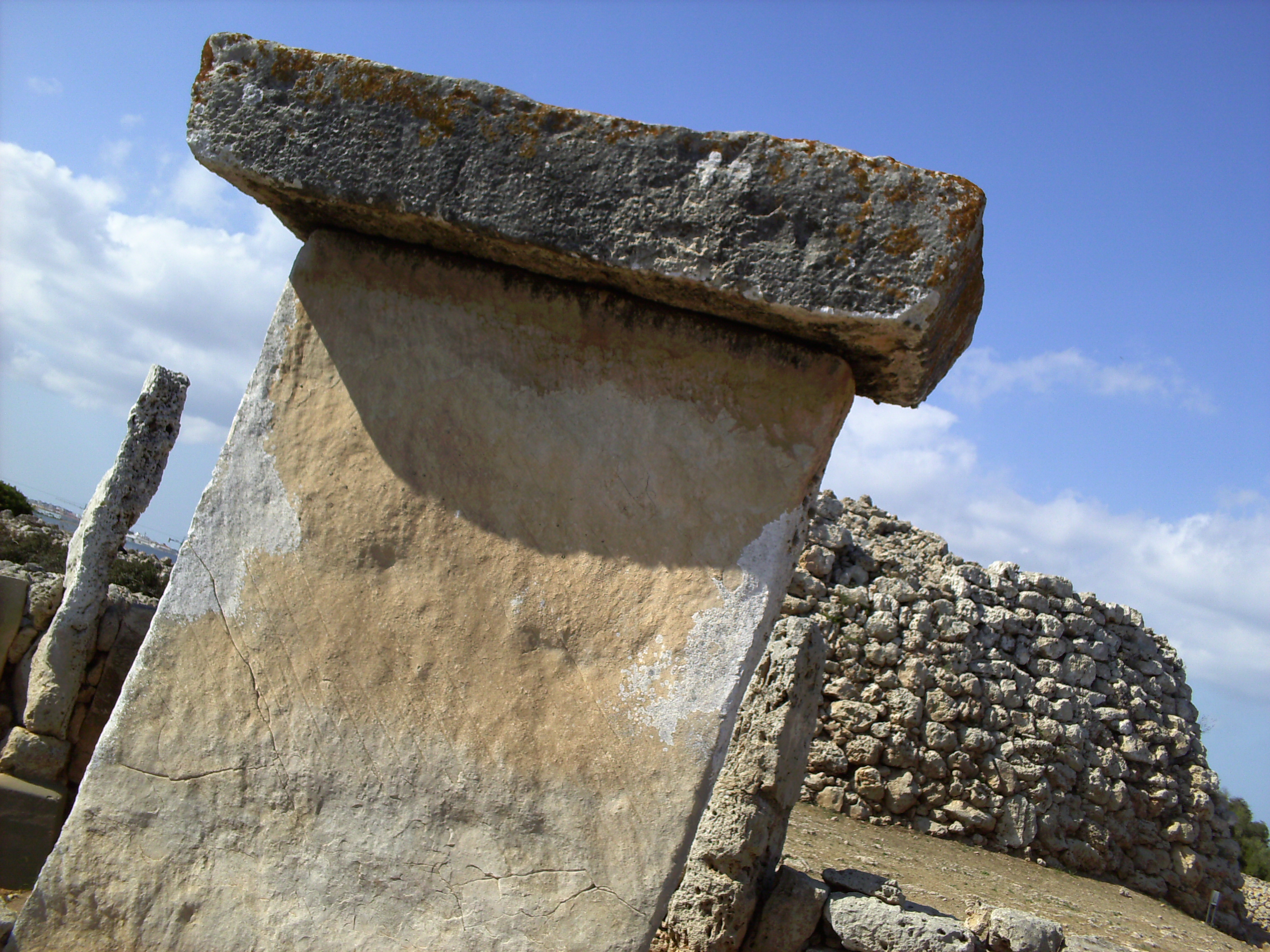
Talaiot darrere una taula, a Menorca.

La cultura dels Talaiots fou una cultura que es desenvolupà durant l'edat del bronze i l'edat del ferro a les Illes Balears, entenent aleshores per Balears només les anomenades pels grecs Gimnèsies, és a dir, Mallorca i Menorca. A les Pitiüses no hi va ser mai present. Cap a l'any 1300 aC, les Illes Balears van viure la invasió dels pobles talaiòtics (de talaiot, atalaia gran), cultura guerrera que perduraria fins a la conquesta romana. És l'època de la civilització megalítica, en la qual els talaiots, les taules menorquines i les navetes proliferen al voltant d'una societat guerrera, la dels baleàrics, segons la denominació emprada per diversos autors de l'antiguitat. Els historiadors clàssics van anomenar a Mallorca i Menorca "illes Gimnesies", o dels homes nus. Un talaiot és una estructura prehistòrica, de forma generalment troncocònica, construïda amb pedres de grans dimensions col·locades en sec, de 3 a 10 metres d'alçada. Es tracta de construccions exclusives de les illes de Mallorca i Menorca. Aquests edificis han donat nom a la cultura talaiòtica. Són un element sempre present en els assentaments humans del Bronze final i de l'edat del Ferro de les illes Balears. No els trobem, en canvi, a les illes Pitiuses (Illa d'Eivissa i Formentera) on la cultura talaiòtica no s'hi va desenvolupar. Sota el nom de talaiot s'hi engloben construccions que, tot i tenir certs trets comuns, són tipològicament diverses. A Mallorca hi ha talaiots de planta circular (els més comuns) i de planta quadrada. Tant uns com els altres presenten generalment un espai interior de planta circular, força ampli, amb una columna central que serveix per sustentar la coberta, construïda a base de grans lloses de pedra disposades de forma radial. Un bon exemple dels talaiots mallorquins el trobem al poblat de Son Fornés. Els talaiots menorquins presenten una major diversitat tipològica, tot i que els talaiots de planta quadrada hi són gairebé desconeguts. No disposen, en general, d'uns espais interiors tan amplis: alguns d'ells presenten corredors que els travessen de banda a banda; o bé passadissos que porten fins a cambres de dimensions més o menys reduïdes. En la major part dels casos, malgrat tot, sembla que l'espai útil (al contrari del que succeeix a Mallorca) es trobava a la part de dalt de l'edifici. A Menorca trobem, per altra banda, alguns talaiots més grans que els de Mallorca, com per exemple el talaiot oest de Cornia Nou, el de Trepucó o el de Torelló (Menorca).

### Prehistòria del País Valencià

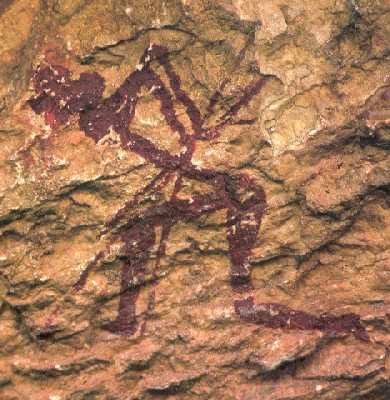
Pintura rupestre del barranc de la Valltorta, l'Alt Maestrat.

La prehistòria al País Valencià fa referència al període que compren des del Paleolític (entorn del 350000 aC), amb l'aparició dels primers pobladors, fins a l'ocupació dels pobles colonitzadors (grecs, fenicis i cartaginesos; al voltant del 500 aC), en l'actual territori del País Valencià. Al voltant de l'any 350000 aC es documenta la presència dels primers pobladors a l'actual territori del País Valencià, en la Cova de Bolomor. Sobre el 50000 aC els neandertals van ocupar la regió, portant una vida completament nòmada. La Cova Negra representa bé aquest període. Entorn del 30000 aC els neandertals es van extingir, i la regió llevantina fou un dels últims territoris que van ocupar, donant pas a l'ésser humà anatòmicament modern. Aquest canvi va suposar una millora en l'economia i en la tecnologia emprada, i l'art va fer les seues primeres aparicions. Al contrari que en altres regions de la península Ibèrica, com en la Cornisa Cantàbrica, on l'art parietal va ser predominant, en el territori valencià l'art paleolític més comú va ser l'art moble, sent la Cova del Parpalló un referent a nivell mundial. Amb l'arribada de l'agricultura i la ramaderia va començar el Neolític (5500 aC aprox.), sent el País Valencià un dels seus primers testimonis. Es va introduir la ceràmica, destacant la ceràmica cardial a la Mediterrània, i es van poblar assentaments importants com la Cova de l'Or o el Mas d'Is. També l'art rupestre es troba ben representat, sent abundant en regions com la Valltorta o el Pla de Petracos, aquest últim Patrimoni de la Humanitat.

## Edat antiga
Els Països Catalans no insulars compartien, abans de la colonització romana, la cultura dels ibers que s'estenia des de Montpeller a Alacant (aquesta ciutat va ser fundada, però, pel cartaginès Hamílcar). Segons el grec Aviè els ibers eren diferents dels pobles limítrofs. En aquella mateixa època els púnics dominaven les Illes Balears. Les colònies gregues situades al litoral eren anteriors a la presència romana. Els romans van acabar dominant tot el territori dels actuals Països Catalans i la llengua llatina es va estendre després d'un període de bilingüisme iber/llatí com testimonegen, per exemple, les monedes amb inscripcions bilingües. El llatí vulgar acabaria sent el fonament de la llengua catalana amb una conversió gradual que també queda reflectida amb la presència de paraules catalanes en documents escrits en llatí a partir del segle ix aproximadament.

## Edat mitjana: Antecedents i formació dels Països Catalans

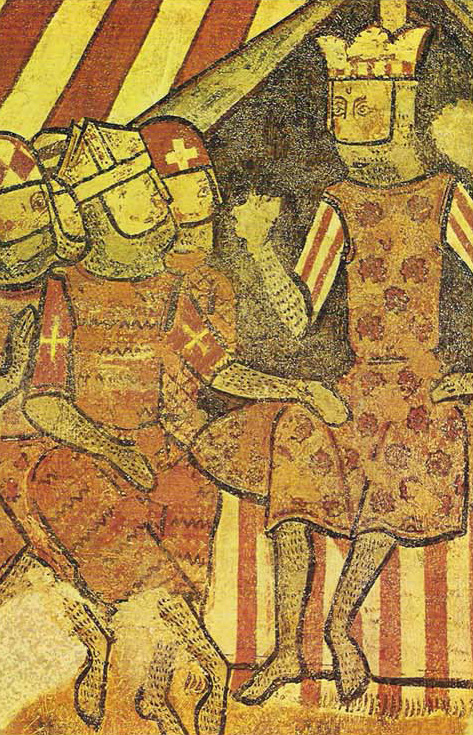
El rei Jaume I d'Aragó amb el bisbe de Barcelona Berenguer de Palou i els magnats Bernat de Centelles i Gilabert de Cruïlles durant la Conquesta de Mallorca (1229)
(Frescos del Palau Aguilar de Barcelona. MNAC)

El punt de partida de la història dels Països Catalans es pot considerar que arrenca durant la Corona d'Aragó/Corona catalanoaragonesa amb la creació del Regne de València amb els Furs de València, a partir del 1238 o 1239. S'ha de tenir en compte que el terme concret "Països Catalans" no apareix documentat fins al 1876 en una obra del valencià Benvingut Oliver i Esteller.
Els monarques catalano-aragonesos (especialment Jaume I) van conquerir als sarraïns gran part dels territoris que avui dia s'anomenen països catalans, expandint el català com a idioma de cultura. A més, una potent flota naval va expandir el comerç català medieval per la Mediterrània, fins al punt que la llegenda diu que "ni un peix gosava nedar sense les quatre barres". L'administració del govern dels territoris catalans es feia a través de les Corts Generals (1214), de la Generalitat de Catalunya (1359) i de les administracions locals, entre les quals destaca el Consell de Cent de Barcelona.
Els segles xiii i xiv són el període de la gran expansió territorial i marítima per la conquesta i la colonització de noves terres, a la Península i a la Mediterrània, i per la cristal·lització d'una nova societat i institucions polítiques.
Sota direcció dels reis del Casal d'Aragó Jaume el Conqueridor (1213-1276), Pere el Gran (1276-1285) i Alfons el Franc (1285-1291), els estaments catalans van emprendre la conquesta i el poblament de les Illes Balears i el País Valencià, amb el concurs, en aquest cas, dels aragonesos.
En aquesta etapa de plenitud, les tensions socials i polítiques van ser amortides pels guanys de la prosperitat que, malgrat tot, es van repartir de manera desigual. Els estaments i els monarques, reunits a les Corts Catalanes, van dissenyar la política i van trobar els recursos per a dur-la a la pràctica, la moneda va circular abundantment, la producció agrícola i industrial va assolir uns nivells alts i el comerç mediterrani va fer de motor econòmic del conjunt. Les institucions polítiques es perfeccionen, els mètodes mercantils milloren i es creen noves espècies monetàries per a fer front a un intercanvi de més abast. També l'art i la cultura escrita assoleixen unes fites de perfecció fins aleshores desconegudes.
Aquesta etapa va estar caracteritzada arreu per una sèrie de factors econòmics encadenats: creixement de la població, creixement de la superfície cultivada i del volum de producció, increment global del volum d'ingressos senyorials (sostracció), tendència a la baixa de l'aportació de cada família pagesa a aquests ingressos (tendència a la baixa de la taxa de sostracció), explicable pel creixement ininterromput.

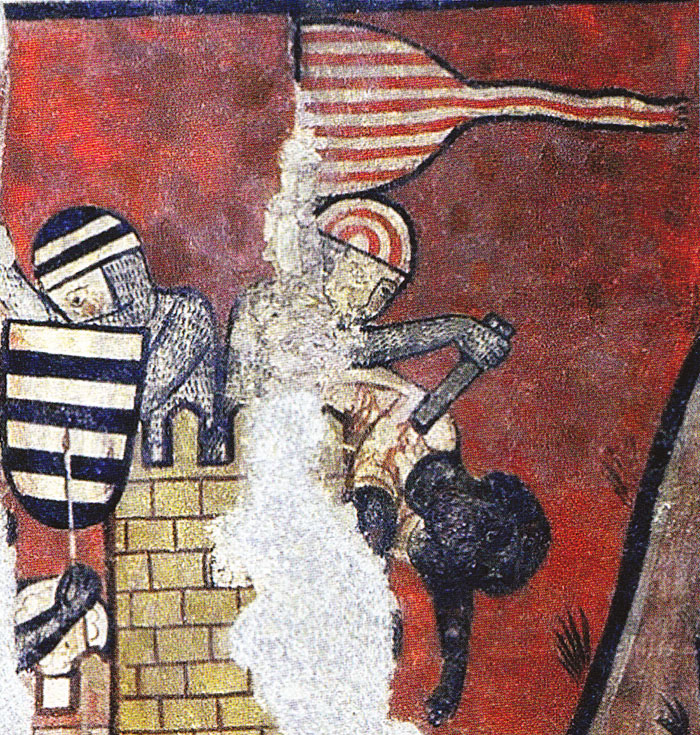
Assalt final sobre Madina Mayurqa el 31 de desembre de 1229. L'efermèride es commemora anualment a Mallorca durant la Festa de l'Estendard. Després de la conquesta la població sarraïna fou esclavitzada i Mallorca esdevingué l'empori de tràfic d'esclaus més importat de la mediterrània occidental.(Frescos del Palau Aguilar de Barcelona. MNAC)

### Conquesta de Mallorca
Un grup de prohoms catalans presidits per Jaume I es van reunir a casa del mercader Pere Martell, a Tarragona, per preparar la conquesta de Mallorca (1228). L'any següent, el 5 de setembre de 1229 l'estol català surt de Salou, Cambrils i Tarragona, i conquereix Mallorca a Abū al-`lā Idrīs al-Mā'mūn ben al-Manṣūr: desembarca a Santa Ponça i venç els moros a la batalla de Portopí. Presa Madina Mayurqa el 31 de desembre 1229, comença la repoblació amb pagesos de l'Empordà (1236).

### Conquesta del Regne de València
La conquesta de València va començar el 1232. El 1238, tropes catalanes i aragoneses entren a la ciutat de València, que depenia de califa de Bagdad al-Mustansir Billah. El Regne de València va ser repoblat per catalans i aragonesos: els primers van ocupar preferentment les comarques del litoral, que ara són de parla catalana, i els segons van ocupar preferentment les comarques interiors.

### Incorporació de Sicília
La incorporació de Sicília als dominis del Casal de Barcelona no va ser tant el fruit d'una conquesta com d'un maridatge, i no va ser tant un projecte dels estaments com de reivindicació d'interessos dinàstics: el fill de Jaume I, Pere el Gran, es va casar quan encara era infant (1262) amb Constança Hohenstaufen, princesa siciliana pertanyent a la família imperial d'Alemanya que regnava a Sicília. El matrimoni formava part de les aliances entre els sobirans de la Mediterrània per a ajudar-se mútuament contra els seus enemics i fer més sòlida la seva posició política.
Sicilians i catalans tenien interessos comuns al Mediterrani occidental i al nord d'Àfrica, però es veien amenaçats per l'hegemonia francesa, sobretot després que la derrota de la coalició catalanooccitana a Muret (1213) i el matrimoni dels fills de Lluís VIII de França, Lluís IX i Carles I d'Anjou, amb Margarida i Beatriu de Provença, respectivament, va posar tot Occitània, inclosos els estratègics ports provençals, a mans franceses. Començava la Guerra de Sicília (1282-1289).

### Articulació social i política del pactisme
La pràctica del pactisme polític procedeix dels segles xi i xii, quan els llinatges feudals de barons i cavallers van crear les anomenades institucions feudovassallàtiques, que consistien en formes específiques internes d'aliança, en serveis mutus i en la redistribució de l'excedent amb l'objectiu de mantenir l'hegemonia social. Aquestes aliances, que es teixien ensems verticalment (entre senyors i vassalls) i horitzontalment (de poder a poder), van culminar en el pacte dels més poderosos amb el príncep (el rei d'Aragó i comte de Barcelona). L'objectiu era articular el poder de l'aristocràcia amb l'estat per a servir-se'n, és a dir, per a fer de l'estat el màxim garant de l'ordre feudal.
El príncep, que surt reforçat d'aquesta articulació, és el primer dels senyors feudals i dona feus a canvi de serveis; manté els vassalls en el seu rang; fa d'àrbitre en els conflictes entre poderosos, etc. També, per influència de l'Església i per vocació pròpia, reivindica el control de l'ordre públic i la fi de les guerres privades.

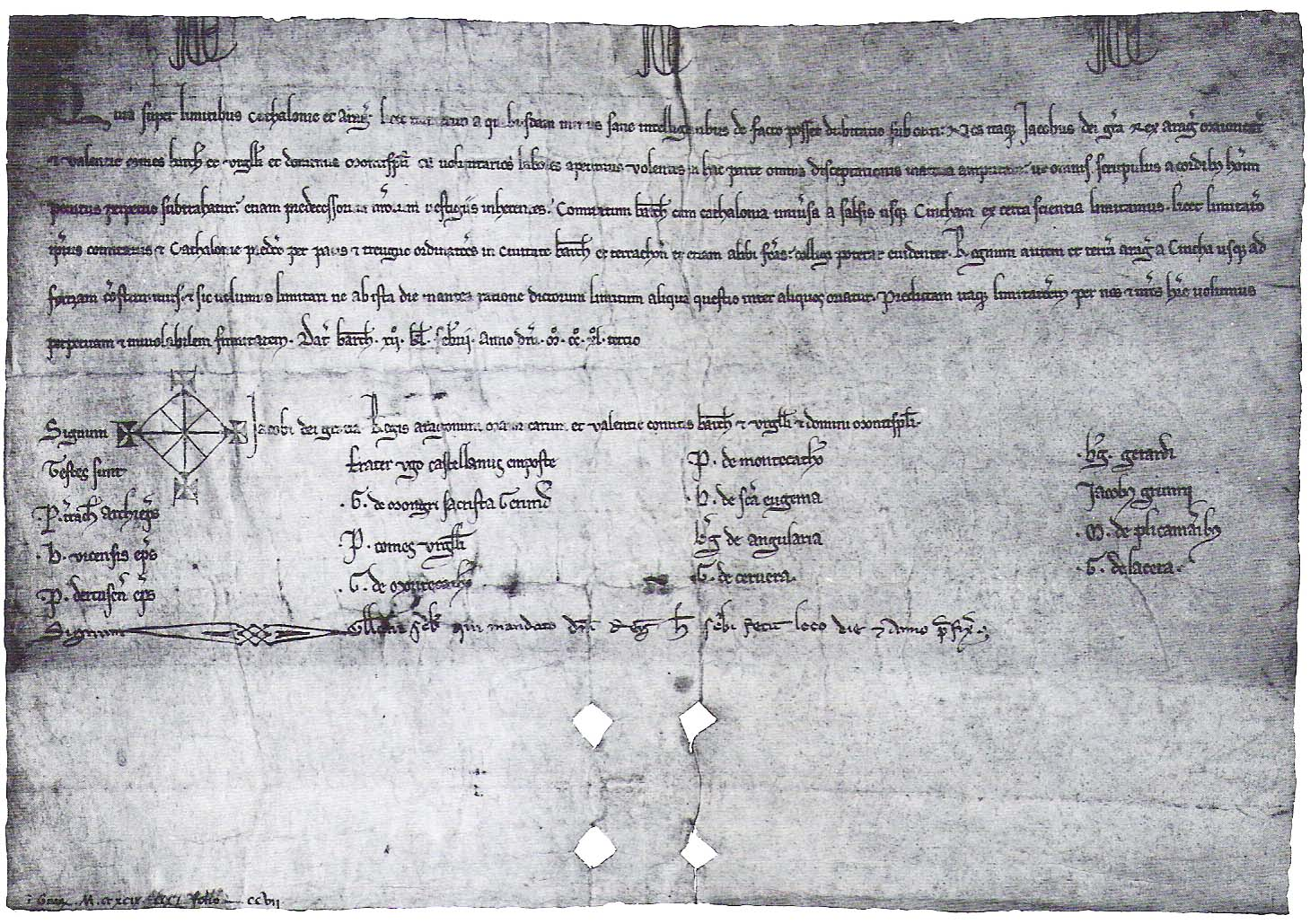
En les assamblees de Pau i Treva de Déu de 1214, 1218 i 1225 s'ampliaren els límits de Catalunya definint-los «des de Salses fins al Cinca». Amb motiu de les resolucions testamentàries de Jaume I d'Aragó, el 1243 i el 1244 el rei ratificà novament els límits entre Catalunya i el regne i terra d'Aragó, quedant aquest «des del Cinca fins a Ariza»: «Quia super limitibus Cathalonie et Aragonum (...) predecessorum nostrorum vestigiis inherentes comitatum Barchinone cum Cathalonia universa a Salsis usque Cincham ex certa scientia limitamus (...) Regnum autem terram Aragonum a Cincha usque ad Ferizam consituimus»
(ACA, Canc. Perg. Jaume I, n. 935 d.)

En una primera fase, l'articulació del poder dels llinatges feudals amb l'estat es fa pel pacte personal i directe entre el príncep i cadascun dels magnats, sobre la base de la idea del privilegi, és a dir, la posició politicojurídica de les grans famílies que el príncep es compromet a respectar i fer respectar. A canvi de mantenir els privilegis i el poder dels magnats (càrrecs, feus i honors), i d'incrementar-los si cal, el príncep es converteix en el senyor dels senyors feudals, dels quals rep serveis i consell. En aquest sentit la sobirania feudal és una sobirania limitada: el príncep no pot intervenir en els afers domèstics dels seus magnats ni a la inversa, i cadascú ha de viure de les rendes de les seves senyories. El príncep no pot intervenir, per exemple, en les pugnes entre nobles i pagesos. El pacte feudal, establert personalment i directament entre el príncep i cadascun dels magnats, s'havia de renovar de manera col·lectiva en assemblees presidides pels comtes, sobretot quan es produïen canvis de titular en el comtat i els vassalls demanaven al nou senyor la ratificació dels privilegis, feus i honors de què fruïen. Aviat el lligam polític entre els comtes-reis i la noblesa, que deriva del pacte feudal, es va fer extensiu a l'Església per mitjà de les assemblees de Pau i Treva de Déu, sobretot durant el segle xii, quan els comtes les començaren a presidir.
Finalment, la dinàmica de creixement del sistema feudal va permetre als homes de negocis (el patriciat) aflorar al món de la política durant el segle xiii i un nou equilibri a tres bandes (noblesa, Església, burgesia) que va reforçar el paper arbitral del príncep. No és estrany que la noblesa, havent perdut el monopoli del poder i veient-se amenaçada en els seus privilegis, se sentís inquieta i es revoltés en temps de Jaume I i Pere el Gran. L'estabilitat s'aconseguí finalment amb la cristal·lització de les institucions polítiques de govern. El rei, en ser investit amb la potestat règia, es comprometia a respectar les lleis i els costums de la terra, i el poble a guardar-li fidelitat. Com a autoritat superior, tenia poder militar, legislatiu i judicial; li corresponia, a més, el govern del regne, el manteniment de la pau pública, el nomenament i la deposició dels oficials públics i l'administració de la hisenda reial. Els monarques podien delegar temporalment l'exercici de la potestat règia durant les seves absències, i, de manera permanent, tenien representants en els regnes o estats de la Corona. Eren els procuradors generals i lloctinents o virreis.

## Formació i consolidació del català a l'edat mitjana

### La consciència de diferenciació lingüística llatí/català
Durant aquest període assistim als grans canvis que es produeixen en el llatí vulgar i que propicien la formació de les llengües romàniques. Gràcies a l'esforç de Carlemany es produí dins l'Imperi Carolingi, del qual formava part la "Marca", una renaixença intel·lectual (la "Renovatio carolingea") que promovia el renaixement de la cultura llatina cristiana. Per a fer-ho efectiu, es proposà el restabliment del llatí culte.
El resultat d'aquest intent va ser que la immensa majoria de la gent no entenia el que li deien, i va començar a prendre consciència que aquell llatí que es creien que parlaven havia evolucionat fins al punt de convertir-se en una llengua completament diferent. Dissortadament, i encara que es pensa que la llengua catalana va seguir una evolució paral·lela a la de la resta de les llengües romàniques, la documentació que n'ha perviscut no és directa, i no explicita la consciència de diferenciació entre el llatí i el primitiu romanç català.
Per diversos indicis, però, podem afirmar que el català ja era parlat en aquest racó de la Península cap al segle viii dC. És a dir, el llatí parlat aquí des dels primers segles de la nostra era havia evolucionat prou per diferenciar-se de la llengua vulgar de Roma i ser notablement diferent. Això no obstant, els documents de l'època són escrits en llatí (força degradat i en alguns aspectes proper al català).

#### Els primers testimonis de català escrit
Al segle ix, en aquests mateixos documents quotidians (testaments, actes, vendes, etc.) apareixen clarament paraules i construccions catalanes, la qual cosa ja ens indica que la llengua oral del qui redactava l'escrit era ben diferent d'aquella en què s'escrivia.

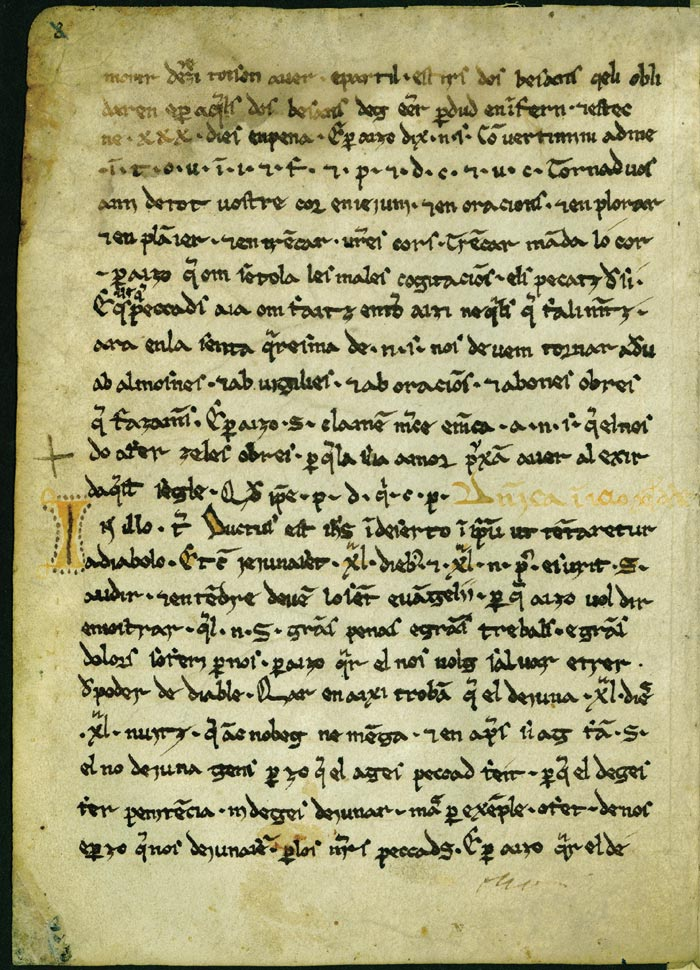
Les Homilies d'Organyà

Aquest mateix segle es produeix una decisió important per a les llengües romàniques: l'Església decidia en el Concili de Tours que calia traduir les homilies en català per tal que els feligresos entenguessin alguna cosa de la Paraula. La denominació del català preliterari entra en joc, i s'entén que és el català oral que devia servir de vehicle de comunicació entre els habitants de la part nord-est del Principat, ençà i dellà dels Pirineus, des de mitjan segle vii.
Al segle ix, encara que escasses es troben mostres de trets típics del català enmig de textos en llatí, per exemple el nom de Palomera en llatí Palumbaria, trobat a l'acta de consagració de la Catedral d'Urgell redactada al darrer terç del segle ix. En un altre text, aquest ja de principis del segle xi, apareix enmig d'un text llatí, del 1034, el nom de set arbres fruiters en català:
| « | morers III et oliver I et noguer I et pomer I et amendolers IIII et pruners et figuers | » |

A finals del segle xi es troben documents feudals escrits íntegrament en català, mentre que a principis només hi apareixien mots i expressions. El manuscrit Greuges de Caboet és el text més antic que es conserva totalment en català, de temàtica feudal i fou escrit entre 1080 i 1095. Del 1098 data el Jurament de Pau i Treva del comte Pere Ramon de Pallars Jussà al bisbe d'Urgell.
Al segle xii trobem altres documents feudals com els Greuges dels homes de Sant Pere de Graudescales i els Greuges dels Homes d'Hostafrancs de Sió, que com els Greuges de Caboet, procedeixen de l'àrea antiga del Bisbat d'Urgell. Al mateix segle sorgeixen les primeres traduccions o adaptacions d'origen jurídic, com el Liber iudiciorum (Llibre dels Judicis o Llibre Jutge) o Forum iudicum data paleogràficament de finals del segle xii conservat a la Biblioteca de l'Abadia de Montserrat i es creu que és una còpia d'una traducció de mitjan segle xii mentre que una altra versió catalana del mateix Liber iudiciorum que es conserva a l'Arxiu Capitular d'Urgell, a la Seu d'Urgell, data de la primera meitat del segle xii, paleogràficament i lingüísticament.
Al segle xiii sorgeixen les Homilies d'Organyà (comentari en català d'uns passatges de l'Evangeli, escrits en llatí), considerat el primer text literari escrit originàriament en català, ja que els anteriors citats no són considerats literaris, i és una col·lecció de sermons conservada en aquesta població. Tant el Forum com les Homilies s'havien considerat tradicionalment els primers textos en català.
Cal destacar també la Cançó de Santa Fe, un dels textos literaris més antics escrits en català o occità. Fou escrita entre 1054 i 1076.
És una hagiografia de Santa Fe d'Agen contada en 593 versos octosil·labics dividida en un nombre variable de cobles consonants segons les versions (de 41 a 55).
Aragon. (Cançó de Santa Fe Mireu l'entrada en anglès i en occità)

#### Una llengua per al dret i el comerç
Al segle xiii ja sovintegen els textos en català. Es tracta de textos jurídics i comercials. Catalunya, sota l'hegemonia del casal dels comtes de Barcelona, anava adquirint fesomia pròpia i independent i al mateix temps s'anava vertebrant: les ciutats creixien i la vida comercial esdevenia un dels eixos de la vida econòmica. En aquest context, els pactes feudals o les lleis franques esdevenien inadequades i era necessari adaptar-les a la nova situació.
Entre els textos jurídics que cal destacar els Usatges de Barcelona (originàriament escrites en llatí, però en tenim una traducció catalana de la segona meitat del xiii). A València, i responent a la necessitat d'organitzar jurídicament el territori acabat de conquerir, va aparèixer un text de gran importància jurídica i lingüística: els Furs de València (en llatí el 1261 i traduïts al català tot seguit). Es tracta d'un tractat jurídic que estableix els costums i lleis per a la regulació quotidiana. Igualment és de la segona meitat del segle xiii el llibre Costums de Tortosa, codi de dret.

#### L'aparició de la prosa literària. Ramon Llull
Ramon Llull (Mallorca 1232-1315) és el creador de la prosa literària en llengua catalana. És el primer escriptor europeu que utilitza una llengua romànica popular per tractar sobre temes que fins llavors eren reservats al llatí: filosofia, ciència, etc. Això ho va fer per no reduir la seva obra al camp de la gent que coneixia llatí.
Llull, però, no va partir de zero. Hi havia obres anteriors en català i contemporànies, però cap d'elles té la seva qualitat i importància. Entre les seves obres destaquen: el Llibre de contemplació en Déu, El Blanquerna, el Llibre d'Amic e Amat, el Llibre de l'orde de cavalleria, etc.

#### La historiografia. Les quatre grans cròniques
A mitjan segle xii, al costat de les cròniques llatines de caràcter erudit i monacal, apareixen a Catalunya unes cròniques de tipus popular per ser memoritzades i recitades. Destaquen en català les denominades "quatre grans cròniques": la de Jaume I, la de Bernat Desclot, la de Ramon Muntaner i la de Pere el Cerimoniós. Es caracteritzen pel fet d'historiar esdeveniments contemporanis o bé immediatament anteriors (la història catalana dels segles xiii-xiv).
Les quatre grans cròniques representen la maduresa definitiva de la prosa catalana iniciada amb Ramon Llull, i des d'un punt de vista ideològic s'entrelluca en totes elles un sentiment patriòtic i nacionalista desconegut en la literatura anterior.

#### L'expansió peninsular i mediterrània

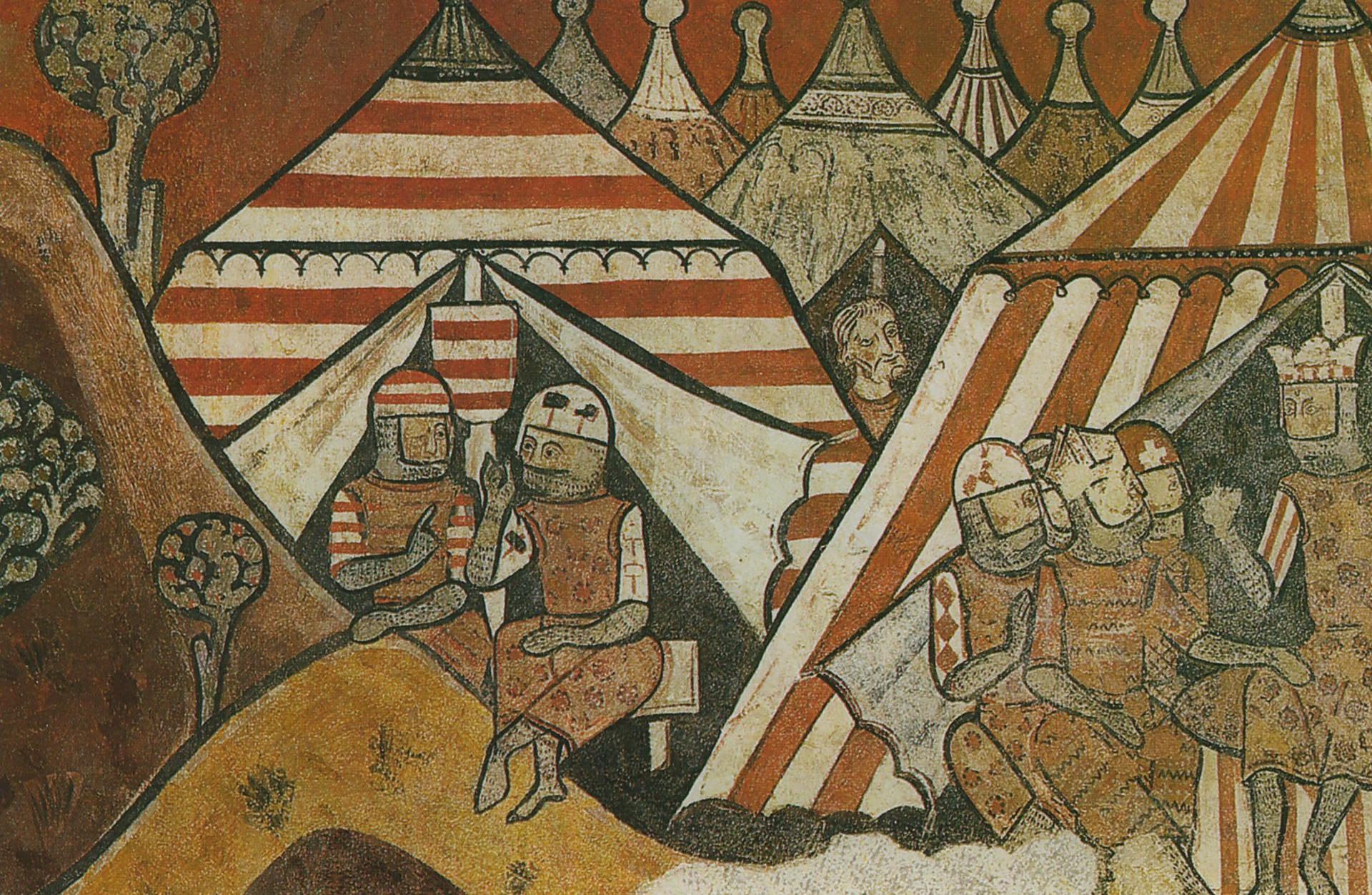
La conquesta de Mallorca

L'elaboració de les quatre grans cròniques s'ha de relacionar amb l'expansió de la Corona d'Aragó més enllà de les seves fronteres. A la Península, Jaume I el conqueridor fou un dels impulsors de la Reconquesta. Destaquen la conquesta de Mallorca, el 1229 (repoblada per gent de l'Empordà i la Catalunya Vella), València, durant el període 1233-1245 (els nuclis urbans i costaners foren repoblats per catalans i les terres de l'interior per aragonesos, aragonesoparlants, cosa que explica la formació de dues àrees idiomàtiques al País Valencià), Sicília, el 1282, Sardenya, el 1327 (sobretot la ciutat de l'Alguer, repoblada totalment per catalans) i finalment Grècia i Neopàtria, a inicis del XIV.
En alguns territoris, com les Balears i València, arrelà el català. En d'altres com l'Alguer, s'ha conservat amb dificultats. I en llocs com Grècia i Sicília, el català no hi aconseguí arrelar.

#### La llengua de la poesia

Mapa cronològic que mostra l'evolució territorial de les llengües del sud-oest d'Europa entre les que apareix el català.

Fins que al segle XV Ausiàs March va començar a escriure poesia sense occitanismes, la llengua en què s'escrivia la poesia a la Corona d'Aragó era l'occità, però no era una forma d'occità de cap localització geogràfica concreta: era una llengua koiné literària, sovint artificial, comuna de totes les corts occitanes. El món català i l'occità, durant els segles xii i xiii, estaven molt relacionats. Si actualment el català i l'occità són dues llengües molt semblants, en aquella època ho eren molt més i, per tant, els poetes catalans no devien tenir gaire dificultats per escriure en occità.
La batalla de Muret (1213) va significar l'inici de la decadència de la societat occitana i la seva llengua. Tot i així, des de Catalunya sorgiren iniciatives que allargaren la vida de l'occità com a llengua de la poesia. No obstant això, els poemes fets per autors catalans a finals del xiv començaments del xv estaven força plens de catalanismes. Es parla d'un procés de catalanització i de desprovençalització de la poesia catalana d'aquesta època.

#### La Cancelleria Reial
Pere III el Cerimoniós (1319-1387) s'adonà que existia un estret lligam entre poder i llengua, i per això es proposà de reformar la Cancelleria Reial. La Cancelleria havia estat creada al segle xiii i era un organisme administratiu i burocràtic. Amb la reforma de Pere III entraven a treballar a la Cancelleria gent molt preparada en els camps de la teologia, el dret, l'escriptura, etc. La seva tasca era redactar els documents oficials, que aviat foren considerats models de bon escriure.
Aviat el català de la Cancelleria esdevingué una mena de llengua acadèmica, ja que era la llengua dels discursos i dels documents que signava el rei, i això la legitimava i feia que fos acceptada incondicionalment en tots els territoris de la Corona. La prosa de la Cancelleria fou un factor important d'unitat de la llengua administrativa i literària.
Acabà sent una mena de model supradialectal: bastida sobre la modalitat dialectal del barceloní, fou acceptada per tots els escriptors com una mena de forma estàndard.

## Edat moderna: Decadència dels Països Catalans després de la Corona d'Aragó

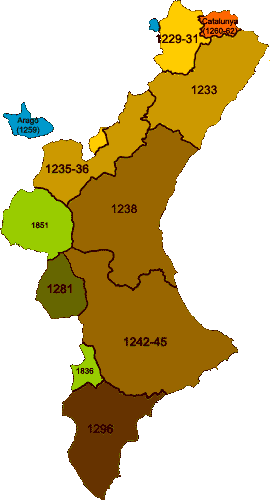
Mapa cronològic de la conquesta del Regne de València.

El procés de poblament del Regne de València va ser un procés llarg que no s'acabarà fins al segle xvii, després de l'expulsió dels moriscos. La població del Regne de València, des del principi, era d'origen divers (catalans, aragonesos, navarresos, d'Itàlia, etc.) encara que predominava la d'origen català i amb l'expulsió dels moriscos l'element catalanoparlant encara s'enfortí més. Al conjunt de la Corona d'Aragó els catalanoparlants representaven prop del 80% de la població.
En l'àmbit social, el feudalisme, al segle xvii, si bé va quedar debilitat en el cas de la Catalunya Vella, però tanmateix sense desaparéixer mentre a la resta del territori de Catalunya, les Illes i al País Valencià, el feudalisme va seguir sent molt poderós.
Els Països Catalans es van trobar durant l'edat moderna envoltats per la formació d'un poderós bloc feudal hispànic al sud-oest i la d'un poderós bloc feudal francès pel nord. Les poderoses monarquies veïnes van representar pels Països Catalans: 
- L'entronització de la dinastia Trastàmara. Amb l'entrada del adelantado mayor de Castilla, Diego Gómez de Sandoval, desfent el Parlament de Vinaròs, un exèrcit castellà entrava per primera vegada als Països Catalans.

- La reorganització institucional de Ferran el Catòlic, qui representava els interessos del bloc feudal hispànic o espanyol.

- La introducció de la Inquisició castellana per Ferran II, la qual en pocs anys deixà d'usar la llengua catalana i contribuí a la castellanització de la societat.

- El feudalisme hispànic derrotà les Germanies, en el cas de Catalunya la noblesa catalana no comptava encara amb el suport de cap bloc nobiliari hispànic. També l'expulsió dels moriscos estava -i és clar que ara i aquí no estem parlant des de l'òptica morisca- fou feta en base orientada a no perjudicar el poder feudal però perjudicava i debilitava la pagesia i la societat urbana.

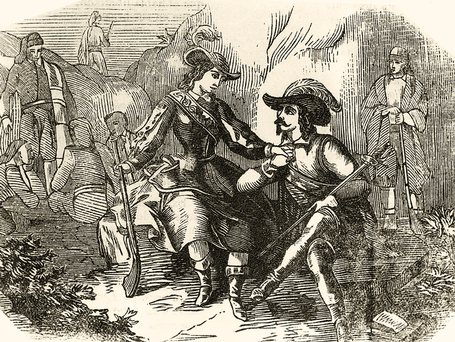
El bandolerisme de Serrallonga era de caràcter popular.

- El bandolerisme es pot interpretar com una resposta de rebuig al nou estat feudal. Es presenta d'una banda, un bandolerisme popular camperol i de l'altra un bandolersime nobiliari. El bandolerisme a Catalunya acaba amb la Guerra dels Segadors, al País Valencià durarà encara més.

- La Guerra dels Segadors (1640-1652) va ser una guerra de secessió de Catalunya pel malestar de com era tractada per Castella.

- Entre 1705 i 1715 els Països Catalans i Aragó defensaven un model polític diferent del borbònic centralista, volien un model federal i respectuós amb els territoris històrics.

El 1659 amb el Tractat dels Pirineus Lluís XIV de França va obtenir de manera definitiva la després anomenada Catalunya del Nord, si bé al principi aquest territori conservà certa autonomia amb l'arribada del segle xvii el rei francès va deixar clar que literalment, "li repugnava" l'ús de la llengua catalana en els seus territoris.
La Guerra de Successió Espanyola i el triomf dels borbònics va significar la pèrdua de l'autonomia política dels Països Catalans i la imposició per la força de les armes del centralisme castellà. El 1707 el Regne de valència va ser ocupat per les forces borbòniques i va perdre també el seu dret civil propi. Després de l'11 de setembre de 1714 la Catalunya derrotada conservà, tanmateix, el seu dret civil.
Al conjunt dels Països Catalans durant el segle xviii, la distribució dels beneficis de la renda de la terra serà, encara, majoritàriament feudal situació més accentuada al País Valencià i Mallorca, però en el cas de Catalunya en acabar el segle xviii, la capacitat mercantil del Principat era més intensa i cap a finals del segle xviii, una part del capital acumulat va anar a la fabricació d'indianes, mentre que en canvi fracassaria la sederia valenciana, però Alcoi s'industrialitzà basant-se en el tèxtil de la llana i el treball familiar dels pagesos, més que no pas en el comerç colonial.

## La Guerra de Successió i la pèrdua de l'autonomia política

### Període 1700-1705
La fi de la Guerra dels Segadors havia significat una retallada del poder de les institucions, ja que, després de la rendició de Barcelona a les tropes de Joan Josep d'Àustria el 1652, la corona havia assumit el control de la Insaculació, és a dir, el procés mitjançant el qual s'elegien els consellers de les institucions. Per altra banda, si el 1641 les tensions entre la corona i les institucions havien dut Pau Claris a proclamar Lluís XIII de França comte de Barcelona, a finals del segle xvii hi havia a Catalunya un fort sentiment antifrancès motivat pel record del Tractat dels Pirineus i dels intents de Lluís XIV de completar el seu domini de Catalunya amb l'annexió del Principat, objectiu que no abandonà fins a la signatura del Tractat de Ryswick (1697), poc després que els francesos haguessin arribat a ocupar Barcelona.
Durant el darrer terç del segle xvii, al Principat de Catalunya havia aparegut una nova classe social, semblant a la valenciana, composta per productors i exportadors, els quals aspiraven a desenvolupar un capitalisme comercial inspirat en el model d'Holanda. Aquest grup havia elaborat un projecte de recuperació, amb el qual Catalunya es recuperaria del període d'atonia i decadència que havia viscut des de finals del segle xv. L'objectiu d'aquest sector, conegut com a regeneracionista, era usar les Constitucions i les tradicionals institucions catalanes (la Generalitat, les Corts, el Consell de Cent) per promoure una regeneració social i econòmica del país. Una persona representativa d'aquest corrent regeneracionista fou Narcís Feliu de la Penya, autor del llibre "Fènix de Cataluña, compendio de sus antiguas grandezas y medios para renovarlas", publicat el 1683.
Malgrat tot, en un principi, els regnes de la Corona d'Aragó van acceptar com a rei Felip de Borbó, qui, entre 1701 i 1702, celebrà Corts de Catalunya -les primeres des de 1636- i jurà els furs i constitucions del Principat, i amb el nomenament de Carles III com a rei pels aliats es va llevar el 1703 a Catalunya els regiments de dragons Pons i Marimon, de Miquel Pons de Mendoza i Bernardí Marimon i de Corbera. Ara bé, els sectors regeneracionistes, recelosos d'un príncep francès com ho era Felip de Borbó i desitjant recuperar la llibertat que havien tingut les institucions catalanes abans de 1652, van començar a veure el suport a la candidatura de Carles d'Àustria com el mitjà per assolir els seus objectius polítics.

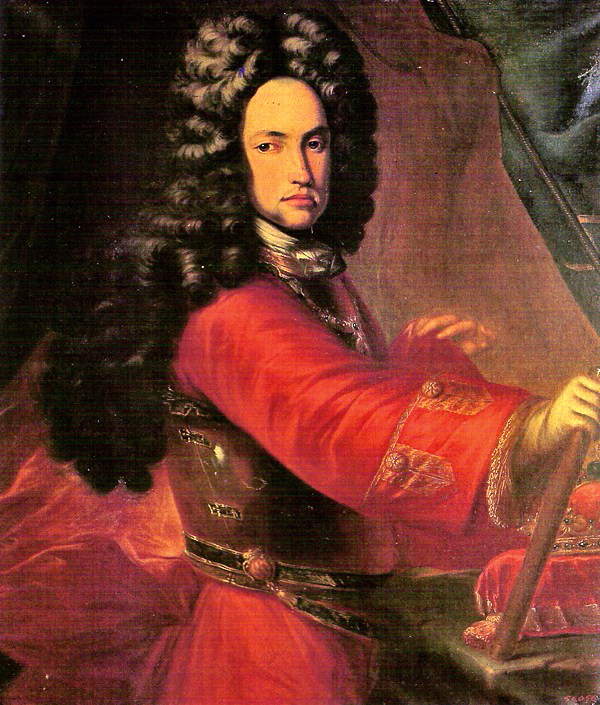
Carles d'Àustria, és a dir, Carles III de Castella i d'Aragó

### El triomf austriacista de 1705

#### L'expedició de 1704
El 27 de maig de 1704 un estol de 30 vaixells anglesos i 18 d'holandesos comandats per l'almirall Roorke i amb Jordi de Darmstadt al front, amb uns 1.200 soldats d'infanteria, es presentà davant de Barcelona amb la intenció de prendre-la per la força. Tanmateix, l'acció estava mal preparada, ja que no tenien ningú que els donés suport terrestre. La ciutat es posà a les ordres del virrei Francisco Fernández de Velasco, qui va sol·licitar la formació de la Coronela de Barcelona, amb cinc mil homes, per reforçar als set-cents infants i cent vuitanta soldats de cavalleria de la guarnició, entre la ciutat i Montjuïc. Per això l'estol fugí després d'haver bombardejat Barcelona el 31 de maig. A causa d'aquest fracàs, els aliats varen haver de canviar de tàctica i buscaven la manera de trobar suport per part de la gent del país per facilitar el desembarcament.
Mentrestant, els patricis i prohoms de la comarca d'Osona coneguts com "Els Vigatans", mantenien una forta oposició al virrei Fernàndez de Velasco, que havia substituït a Jordi de Hessen-Darmstat. El virrei, perseguia el grup de "vigatans" per uns disturbis produïts a Manlleu coneguts com "el conflicte dels molis". Assabentats d'això, els austriacistes compromesos pel desembarcament fracassat, entre els quals hi havia l'antic virrei en Jordi de Darmstadt, el noble Antoni de Peguera i el Dr. Domènec Perera, es posaren en contacte amb els "vigatans" a través del Dr. Domènec Perera, que era fill de Vic.

#### El Pacte de Gènova
Malgrat aquell primer fracàs del 1704, el Dr. Domènec Perera es posà en contacte amb el Dr. Llorenç Tomàs i Costa, canonge de Vic, rector de Sta. Eulàlia de Riuprimer, vicari general i màxima autoritat de la diòcesi per estar la sede vacante per la mort del bisbe Antoni Pasqual el juliol de 1704. I va ser el Dr. Llorenç Tomàs qui va convocar els principals caps vigatans a una reunió secreta a l'ermita de St. Sebastià (Sta. Eulalia de Riuprimer) la nit del 17 de maig de 1705. Allà els austriacistes catalans, signaren el Pacte dels Vigatans o Pacte de St. Sebastià, pel qual, atorgaven poders a en Domènec Perera i Antoni de Peguera i d'Aimeric per negociar amb el representant de la Reina Anna d'Anglaterra, Mr. Mitford Crowe, l'aixecament de sis mil homes armats per facilitar un nou desemparament a canvi de rebre ajuda militar i el compromís que Catalunya mantindria les seves llibertats, cosa que duia a reconèixer com a sobirà Carles d'Àustria. Un mes més tard, el 20 de juny de 1705, els comissionats Domènec Perera i Antoni de Peguera i d'Aimeric es reunien a la capital de la República de Gènova amb Mitford Crowe per tal de signar el Pacte de Gènova.
Segons l'expressió de l'historiador Ferran Soldevila, el desig dels austriacistes catalans era "canviar la seva situació dins la monarquia espanyola"

#### La Revolta dels Maulets
Des del 1704, Francesc Dàvila, qui probablement era un líder de la Segona Germania que havia escapat de la repressió, va trescar per tot el sud del Regne de València explicant als camperols que Carles d'Àustria estava disposat a abolir tots els drets dels nobles. Poc després del setge de Gibraltar (5 de setembre de 1704 - 31 de març de 1705), amb l'ajut de l'estol anglès, els austracistes conqueriren Dénia, on el Regiment de cavalleria Rafael Nebot es passà a la causa austriacista, i altres places com ara Alzira; quan Joan Baptista Basset desembarcà primer a Altea l'agost del 1705 i seguidament a Dénia on l'arxiduc fou proclamat rei de València, començà la revolta dels maulets.
La resta de l'exèrcit borbònic del Regne de València fou enviat a la defensa de Barcelona, deixant el regne indefens, i Basset va cavalcar des de Dénia a València passant Gandia i Alzira, sense trobar-hi cap resistència important. Quan els nobles borbònics o les fortaleses tractaren de resistir, hi trobaren vilatans armats que els forçaren a fugir-ne. El virrei, juntament amb el duc de Gandia, una llarga llista de nobles i botiflers començaren a fugir, no cap a València, sinó cap a Castella.
La ciutat de València va obrir les portes a l'exèrcit maulet sense resistència. Més aviat al contrari, l'entusiasme popular fou immens. Alhora arribaven notícies de l'alçament austracista al Principat, on les ciutats havien foragitat l'exèrcit "filipista", i de Barcelona, on el mateix Carles III havia desembarcat triomfalment. Això ajudà a escampar la revolta des de Vinaròs i Benicarló a Vila-real i Castelló, on els maulets es feren forts. Un cop Basset es va establir a València, on exercì de virrei en la pràctica, i amb la major part del regne sota el control dels maulets (çò és, camperols armats), la seua primera mesura va ser abolir tots els tributs senyorials.
Fins i tot va anar-hi més lluny i, amb la dubtosa legalitat del seu càrrec, va deixar de pagar tot impost a la corona. A més a més, va abolir el "dret de portes", un impopular impost sobre els productes de les colònies a València. Va tolerar —i en certa manera atiar— la persecució, l'arrest i l'expulsió dels ciutadans francesos, principalment mercaders, que eren considerats per la plebs com a enemics i pels mercaders locals com a perillosos competidors.
Òbviament, les relacions amb les Potències marítimes, aliades amb Carles III, es varen restablir, reprenent el tràfic de mercaderies com abans. Alhora, Basset i els maulets arrestaven i desallotjaven els botiflers més importants, requisant les seues possessions.
El domini dels maulets -pagesos revoltats- sobre l'austracisme valencià fou tan clar que un significat borbònic como ho era el pare Josep Manuel Minyana va decidir donar el títol "De bello rústico valentino" (=Sobre la guerra rural valenciana) al llibre que, anys després, va escriure sobre la història de la guerra de successió al Regne de València. Per altra banda, un cop acabada la guerra, molts nobles valencians es queixaren a Felip V que l'abolició dels Furs del Regne de València era una mesura injusta perquè, en la seva majoria, la noblesa valenciana se li havia mantingut fidel.
Com que l'exèrcit pagès dels maulets no era capaç de resistir els atacs de les forces borbòniques, Basset va demanar ajuda al rei, és a dir, a Carles III de Castella i d'Aragó, el qual va enviar a València un contingent anglès dirigit per Charles Mordaunt, Lord Peterborough, amb el qual també viatjà el comte de Cardona, encarregat pel rei de posar fi als excessos plebeus de Basset i els seus maulets; evidentment, l'abolició dels tributs de la corona privava Carles III dels seus ingressos del Regne de València. Així doncs, Cardona i Peterborough van empresonar alguns col·laboradors de Basset sota l'acusació d'haver confiscat indegudament béns dels francesos i dels botiflers; per altra banda, les autoritats reials van fer sortir Basset de València, on gaudia de força popularitat, enviant-lo primer a Alzira i després a Xàtiva, encoratjant-lo a prendre part en les lluites.
Durant les celebracions populars per l'entrada de Carles III a Madrid (27 de juny de 1706), Peterborough va enviar en secret tropes a Xàtiva, amb l'ordre d'arrestar Basset i empresonar-lo en una fortalesa en mans angleses. Ara bé, quan la notícia es feu pública, el poble es revoltà. A València els crits de "Visca Basset, abans que Carles III" demostraven, en cas de dubte, quin era el sentiment majoritari dels valencians. De fet, Peterborough va haver de girar els canons per fer-los apuntar a l'interior de la ciutat i controlar la plebs. Les manifestacions de protesta duraren dies, s'enviaren cartes al rei a Barcelona, i hi hagué arreu declaracions públiques en favor de Basset i les seues reformes; tanmateix, conscients que una victòria borbònica significaria la restauració del règim senyorial enderrocat el 1704, aturaren les protestes, creient que el rei Carles repararia la injustícia i alliberaria Basset quan anés a València.

#### Carles d'Àustria a Barcelona
El 1705, l'arxiduc Carles embarcà a Lisboa en direcció al Mediterrani. S'aturà a Dénia, on fou proclamat rei i la revolta valenciana dels maulets s'estengué, liderada per Joan Baptista Basset. Mentrestant, animats constantment pel príncep Jordi de Darmstadt, escamots armats barraren el pas als borbònics a la plana de Vic, que són derrotats en el combat del Congost.
La flota de l'arxiduc, formada per 180 vaixells amb 9.000 soldats anglesos, holandesos i austríacs i 800 cavalls sota el comandament de lord Peterborough, l'holandès Shrattenbach i Jordi de Darmstadt, arribà a Barcelona el 22 d'agost de 1705.
Davant del setge dels austriacistes, les autoritats barcelonines es mantingueren fidels a Felip d'Anjou i proposaren formar la Coronela de Barcelona, mentre la població vacil·là; mentrestant, els vigatans s'alçaren i en baixaren uns 1.000 armats per unir-se al desembarcament, i en la Batalla de Montjuïc capturen la fortalesa, des de la qual bombardejarien la ciutat. Mataró es declarà per Carles i llevà un batalló per ajudar en el setge. L'ofensiva aliada per ocupar els països catalans continuà, caigué Girona, Josep de Nebot i Font prengué Tortosa i Tarragona el setembre, i Lleida caigué en mans de Manuel Desvalls i de Vergós el 23 de setembre,
Amb Barcelona envoltada de les tropes aliades el virrei de Catalunya Francisco Antonio Fernández de Velasco i Tovar signà la capitulació el 9 d'octubre; fou aleshores quan la ciutat s'aixecà contra Velasco. El 22 d'octubre entrà a Barcelona l'arxiduc Carles, que el 7 de novembre de 1705 jurà les constitucions catalanes i fou proclamat rei -Carles III-. València caigué en mans austracistes a finals de desembre i el castell d'Alacant aguantà fins al 1706.
Entre 1705 i 1706, Carles III va celebrar unes Corts catalanes a Barcelona en les quals va concedir moltes de les reivindicacions dels regeneracionistes, entre elles el control de les insaculacions. A més, hom havia proclamat Carles III rei del Principat i comtats de Rosselló i Cerdanya, indicant així una clara voluntat de recuperar els territoris perduts en el Tractat dels Pirineus. Per la seva banda, a Castella, els cercles borbònics van presentar les concessions atorgades per Carles III a les corts de Barcelona com si fossin un projecte de sotmetre tota la corona espanyola al domini de Catalunya.
El 3 d'abril de 1706, les tropes borbòniques posaren setge a Barcelona amb un contingent de 18.000 soldats comandats per René de Froulay de Tessé i amb l'estol del comte de Tolosa. Felip de Borbó mateix acompanyava l'expedició i va arribar a establir-se a Sarrià. Per defensar Barcelona, l'arxiduc Carles comptava amb 8.500 homes: 4.500 membres de la Coronela, 2.000 infants entre britànics, alemanys i holandesos, uns 1.000 catalans regulars enquadrats en el Regiment de Reials Guàrdies Catalanes i el regiment de Barcelona i un miler més de voluntaris catalans. A més uns 400 dragons, 250 catalans i la resta anglesos. El 19 d'abril la fortalesa de Montjuïc és atacada però resisteix fins al dia 26, quan cau en mans borbòniques. Poc després, dos mil homes de Lord Peterborough aconseguiren entrar a Barcelona en barques de pescadors, superant el bloqueig de la flota del comte de Tolosa. Cap al 8 de maig, semblava imminent l'assalt a Barcelona per les tropes borbòniques, però, en saber-se la notícia de l'arribada de la flota aliada anglo-holandesa comandada per John Leake procedent de Gibraltar amb 56 naus i uns 10.000 soldats, els borbònics, que podien haver presentat batalla, fugiren en un complet desordre fins al punt que Felip d'Anjou hagué de passar a França des del Rosselló i tornar a Espanya per Navarra. En aquestes circumstàncies, Carles III va poder entrar a Saragossa i proclamar-se rei; aleshores, a l'Aragó, només Tarassona i Jaca es mantenien lleials als borbònics.

### Guerra de Successió a Mallorca
La Guerra de Successió Espanyola (1701–1713/1715) en el Regne de Mallorca va tenir un primer moment de domini borbònic (1701-1706) i una segona etapa d'identificació amb la posició del conjunt de regnes de la Corona d'Aragó, fins a la capitulació de la ciutat de Mallorca davant l'exèrcit hispanofrancès dirigit per François Bidal d'Asfeld.
La proclamació del nou rei Felip V, el març del 1701, es va celebrar amb tota normalitat a Mallorca. El 1701 s'havia canviat el virrei i el bisbe i els nous eren partidaris dels borbons. Un cop començada la guerra, aquestes autoritats borbòniques enviaren soldats a Cadis i a Menorca, aclaparades davant l'esquadra angloholandesa. Fins i tot es va fer una talla per a pagar el reclutament de soldats per anar a defensar Menorca.
Malgrat l'aparença de fidelitat a la causa borbònica, sembla que el poble de Mallorca, de manera molt majoritària, no tenia cap simpatia per Felip V. Segons la historiografia més usual la divisió de la societat mallorquina es definiria de la següent manera:
- Partidaris de Felip V: Mercaders, menestrals dependents dels mercaders, els dominics, els jesuïtes, molts de xuetes i els nobles que comerciaven.
- Partidaris de l'arxiduc Carles: Franciscans, ciutadans amb càrrecs intermedis a l'administració, pagesos (tant els grans propietaris com els petits), menestrals no relacionats amb el comerç i l'altra part de la noblesa.

Estaben atribueix a la presència d'una guarnició francesa a la ciutat de Mallorca la continuïtat del domini de Felip V sobre Mallorca. Es varen detenir persones acusades de simpaties amb l'arxiduc i es va declarar la guerra contra l'aliança austracista (1704). Les crisis de subsistències de 1703 i 1705 provocaren protestes entre la població urbana.

#### La flota de Leake davant la ciutat de Mallorca

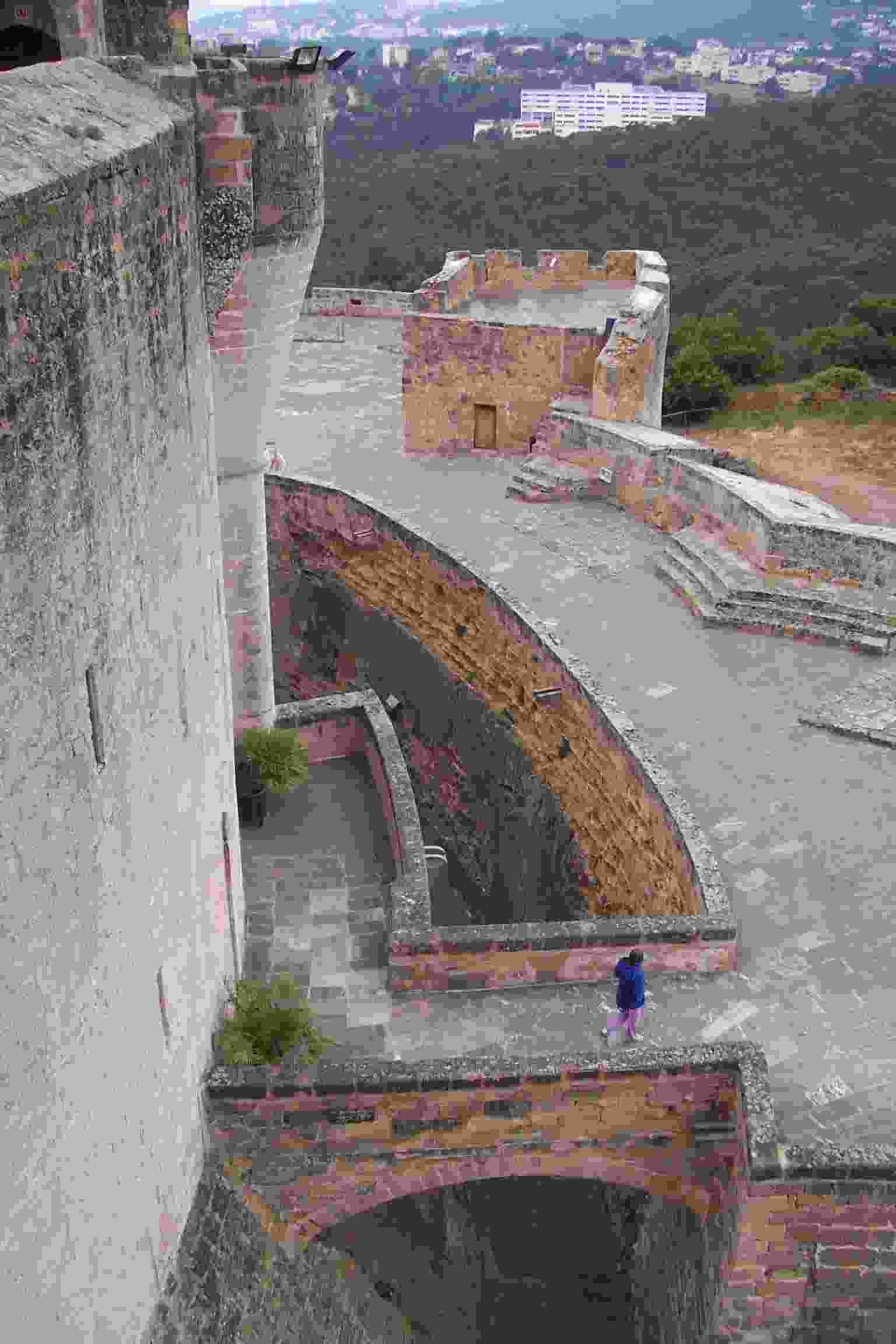
Castell de Bellver. Portal interior, vall, revellí i barbacana, al fons

El 24 de setembre de 1706 l'esquadra anglo-holandesa dirigida per l'almirall Leake, formada per vint-i-vuit vaixells, s'instal·là a la badia de Ciutat i en demanà el lliurament. El virrei, Baltasar Cristobal de Híjar, comte de la Alcudia, rebutjà les pretensions de Leake, però a l'hora de preparar la defensa es trobà que les forces militars integrades per naturals del país es negaren a combatre (la milícia ciutadana, companyies dels dos-cents, cavalleria i artilleria de la Universitat i reial), d'acord amb l'estat d'opinió de la societat mallorquina, nítidament favorable a la causa de l'arxiduc. El virrei intentà la defensa mitjançant la guarnició francesa (que ocupava les fortaleses de Sant Carles i el Castell de Bellver), la qual cosa provocà que dues companyies de milícies, situades en els bastions de Sant Pere i de Moranta, esclatassin en crits a favor de Carles III. El motí es va estendre a la marineria i començà un avalot antifrancès en el qual els artillers arribaren a desmuntar les seves peces per impedir accions de defensa. Aquest estat de coses va forçar el virrei a capitular a canvi de l'evacuació de la tropa francesa, juntament amb ell mateix i altres filipistes destacats. La capitulació del regne, negociada pel Gran i General Consell, no va ser més que una formalitat.

#### Mallorca austriacista
El virrei del Regne fins al novembre de 1709 fou el comte de Savellà, vengut amb la flota aliada duent ja els documents que l'acreditaven com a plenipotenciari a l'illa. Hi hagué intents de saqueig de les cases dels botiflers, però l'exèrcit de l'arxiduc ho impedí. El jurat en cap botifler, Marc Antoni Cotoner i Sureda Vivot, renuncià al càrrec. Alguns nobles s'exiliaren o foren desterrats, com el bisbe La Portilla. El primer acte del comte de Savellà va ser la jura solemne, en nom de Carles III, dels furs i privilegis del regne.

#### La conspiració filipista de 1711
Un grup de botiflers, encapçalat per Joan Sureda, el marquès de Bellpuig, Berga, el canonge Salas, la família de mercaders Ballester i el sergent major, intentà sense èxit derrocar les autoritats austracistes. La conspiració fou descoberta i avortada. Joan Sureda fou duit a Barcelona i condemnat a pagar una multa important.

#### Les Illes Balears, el darrer reducte contra francesos i espanyols
A partir de setembre de 1714, després de l'heroica resistència de Barcelona al setge de l'exèrcit de les dues Corones, sols restava el Regne de Mallorca (amb Menorca ocupada pels britànics). Malgrat les ofertes de rendició Mallorca, sota la direcció de Josep Antoni de Rubí i de Boixadors, marquès de Rubí, es preparava per a la resistència reclutant més homes, aprovant una talla per recaptar 70.000 lliures, organitzant militarment l'illa i incorporant un contingent de soldats (sobretot alemanys) equipats de material bèl·lic.

#### Arriba l'estol borbònic comandat pel cavaller d'Asfeld

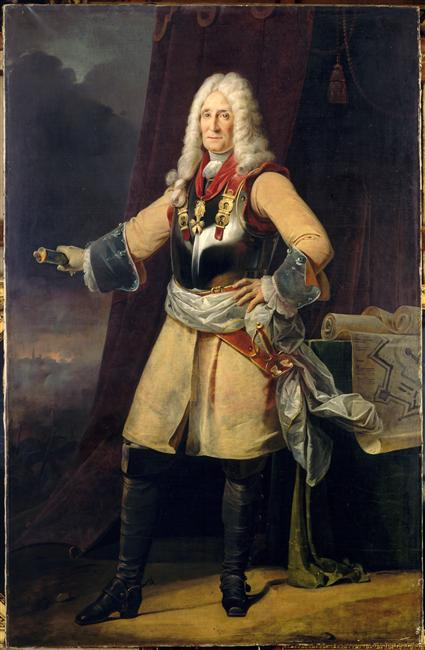
Claude François Bidal, marquès d'Asfeld

L'estol filipista dirigit per François Bidal d'Asfeld desembarcà amb èxit el 15 de juny a Cala Llonga (Felanitx). Estava constituït per uns 12.000 homes. La ciutat de Mallorca va capitular el dia 1 de juliol i d'Asfeld entrà a la ciutat l'11 de juliol. En les capitulacions els guanyadors es comprometien a respectar la vida i els béns dels vençuts i a decretar una amnistia general, però la conservació del règim polític i jurídic del regne es deixava a la decisió de Felip V.

#### Conseqüències del sotrac bèl·lic
El que estava en joc era la supervivència de Mallorca com un regne autònom, tal com havia estat els darrers cinc segles. S'estava a punt d'entrar en un règim absolutista centralitzat. La jugada de gran part de la noblesa mallorquina va ser posicionar-se a favor del bàndol guanyador per tal de mantenir una hegemonia que s'havia reforçat a les lluites socials dels segles XV i XVI (per això es guanyaren el nom de botifarres). La repressió personal i econòmica sobre els austracistes no va ser significativa comparada amb les conseqüències institucionals de l'inici del règim borbònic, amb la reorganització centralista i absolutista de l'estat a partir del Decret de Nova Planta.

### Canvis de mans de Menorca
El 1704, 300 homes de part borbònica, que pertanyien al Batalló de Mallorca, arriben al castell de Sant Felip de Maó per a reforçar la guarnició. Menorca, abassegada per la forta guarnició espanyola que ocupava l'illa es declarà per l'arxiduc, que fou nomenat rei de l'illa el 20 d'octubre de 1706. La lluita entre carlistes i filipistes durà tres mesos, fins que el gener de 1707 Felip V envià un batalló de reforç as governador Diego Leonardo Dávila, que tornà a controlar s'illa
Entre 1705 i 1708 domina a Menorca el bàndol borbònic. Llavors, el primer governador general de Menorca era Francisco de Luna y Cárcamo i l'ajudava el tinent coronel d'Infanteria, Francisco Falcó. A finals de setembre de 1706, va arribar a les Balears una esquadra angloholandesa governada per l'almirall anglès sir John Leake. Primer visità Eivissa, passà per Mallorca i acabà per atracar a Menorca. La missió de l'almirall anglès era recolzar Carles III entre els territoris que encara dubtaven a qui governant escollir i intimidar els borbònics per fer-los capitular.
La nit de 17 d'octubre a 18 d'octubre de 1706, el brigadier espanyol, Jerónimo Pérez de Nueros y Pueyo, abandonà Ciutadella i es fortificà dins el castell de Sant Felip, a prop de Maó, d'on era castellà. Pérez de Nueros havia substituït en el seu càrrec as governador general de Menorca, és mariscal de camp Francisco de Luna y Cárcamo. Començava s'aixecament austriacista de Menorca.
El 20 d'octubre de 1706 el líder del bàndol austriacista a Menorca, és menorquí Joan Miquel Saura Morell, proclamà des de Ciutadella que el seu rei era Carles III i fou proclamat nou governador i capità general de Menorca. Prest, Saura reuní els jurats de la Universitat General i els principals homes de poder de Ciutadella. El 23 d'octubre de 1706 posaren setge al castell de Sant Felip, a Maó. El 26 d'octubre de 1706 Saura envià al castell de Sant Felip tres síndics maonesos per entrevistar-se amb Pérez de Nueros. Més endavant caurà el castell de Sant Felip i, després, el castell de Fornells, punts forts dels borbònics que passaren a mans dels carlistes.
Caigut Saura, el nomenament de governador de Menorca caurà en el coronel Diego Leonardo Dávila, que durarà fins al 1707. Dia primer de 1707 una petita flota francesa, de cinc naus, recalà a migdia, bé davant de l'Illa del Rei, al port de Maó, governada pel comte de Villars per a posar fi a aquell succés insostenible. El març de 1707, Dàvila va abolir els privilegis de s'illa, va suprimir la insaculació i designà nous jurats i consellers.
Anglaterra, que no perdia de vista ses seves ambicions d'instal·lar-se fermament a la Mediterrània, ocupà Menorca quan John Leake desembarcà en nom de Carles III el 29 de setembre de 1708. Entre 1708 i 1713 dominaran Menorca els austriacistes amb la governació dels anglesos que ocuparen Menorca aquell mateix any. Cap al 1710 durant la guerra entre Carles VI del Sacre Imperi Romà i Felip V, els ministres britànics negociaren amb França la sobirania sobre Menorca. Menorca era per als britànics un punt estratègic de consideració i no renunciarien a ella, ja que a més era el seu botí de guerra. Gràcies a la seva ajuda estratègica amb homes i doblers a l'emperador Habsburg, volien a canvi una recompensa i se'n van fer amb Gibraltar, Menorca i concessions comercials a Amèrica.

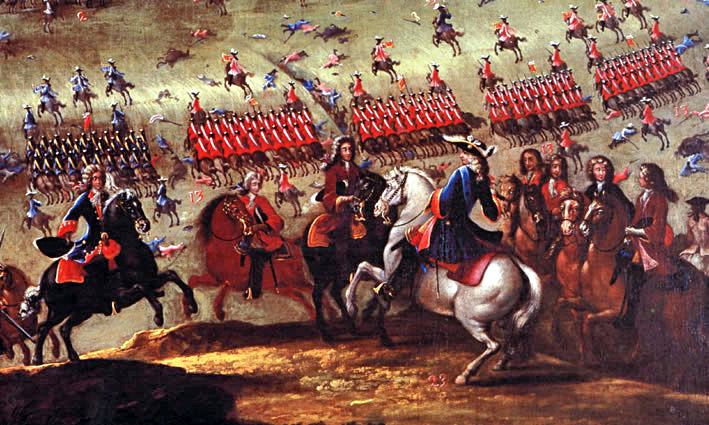
Batalla d'Almansa

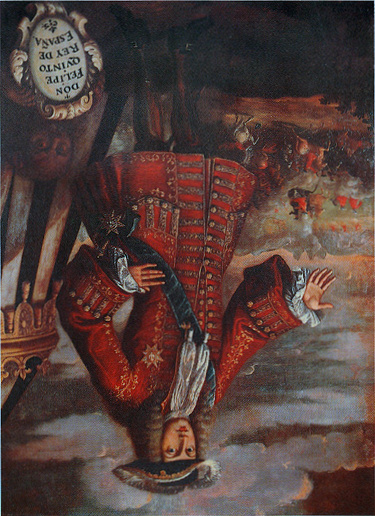
Imatge de Felip V, cap per avall, tal com està al Museu de l'Almodí de Xàtiva.

### La Batalla d'Almansa
L'ofensiva borbònica contra el sud valencià s'inicià l'octubre de 1706, quan les forces de Luis Belluga y Moncada, que ja havien impedit la conquesta austracista de la ciutat de Múrcia a la batalla de l'Hort de les Bombes, s'uniren a les del duc de Berwick, el comandant en cap borbònic, i feren caure Cartagena, Oriola (el dia 11) i Elx (el 21 d'octubre), però la presència de l'exèrcit aliat a Alacant no permetia als borbònics continuar cap al nord. Per altra banda, després
d'haver estat expulsades de Madrid pel duc de Berwick, les tropes austracistes es retiraren cap al Regne de València. Llavors, Berwick es dirigí cap a Múrcia per recuperar Cartagena i mirar d'apoderar-se del sud valencià. El 8 de febrer de 1707 desembarcaren a Alacant 8.000 holandesos de reforç, i al febrer foren vençudes Xixona, Novelda i Elda. La decisió de Carles III de tornar a Barcelona significà un problema a l'exèrcit aliat, que fou privat d'una part considerable d'homes amb Berwick a les portes del Regne. El 8 d'abril, les tropes del comte de Galway i d'António Luís de Sousa, marquès das Minas, es concentraren a la Font de la Figuera i l'11 arribaren a Cabdet, des d'on entraren a Castella, a l'encalç de l'exèrcit borbònic. A Montealegre (Albacete) l'avantguarda aliada sorprengué els borbònics en retirada i la població fou presa. Berwick sabé esperar el moment oportú refugiat a Almansa, on arribà el 21 d'abril, mentre els austriacistes prengueren Villena el 22, després d'un setge de cinc dies.
A la batalla d'Almansa (25 d'abril del 1707), les tropes filipistes van vèncer les de Carles III; a continuació, l'exèrcit es dividí en dues columnes. La primera, comandada pel mateix Berwick, va prendre València, i la segona columna, liderada per François Bidal d'Asfeld, va començar cremant i destruint Xàtiva, a la qual canviaren el nom pel de San Felipe, i va continuar amb la presa d'Alcoi el 8 de gener de 1708, Dénia el 17 de novembre de 1708, i el castell de Santa Bàrbara, a Alacant, el 19 d'abril de 1709. Per altra banda, els borbònics entraren també a Saragossa el 26 de maig del 1707; poc després, l'exèrcit del duc d'Orleans va assetjar Lleida, que va caure el 14 d'octubre de 1707, i Tortosa, que ho va fer el 15 de juliol de 1708.

### La Nova Planta absolutista de València
La segona part del Reial Decret de 29-VI-1707 establia com serien governats a partir d'aleshores ambdós territoris. Invocava, novament, la seva voluntat que tots els seus dominis «es redueixin a les lleis de Castella, i a l'ús, pràctica i forma de govern que es té i ha tingut en ella i en els seus Tribunals sense cap diferència». L'abolició dels furs significava també que quedaven abolides les jurisdiccions pròpies dels valencians i els aragonesos, quedant abolits els privilegis d'estrangeria dels dos estats de la Corona d'Aragó. El fet de perdre la pròpia jurisdicció era presentat en el decret no com una pèrdua, sinó com un avantatge, assenyalant que a partir d'aquell moment «podent obtenir per aquesta raó els meus fidelíssims vassalls els castellans oficis i càrrecs a Aragó i València, de la mateixa manera que els aragonesos i valencians han de poder d'ara endavant gaudir-los a Castella sense cap distinció».
Aquesta disposició era explícitament presentada com una recompensa als seus súbdits castellans per haver-li estat fidels «facilitant jo per aquest mitjà als castellans motius perquè acreditin de nou els efectes de la meva gratitud, dispensant en ells els majors premis, i gràcies tan merescudes de la seva experimentada i copel·lada fidelitat», i interpretava que pels aragonesos i valencians també seria un avantatge. A la pràctica però, allò que succeí fou que els castellans, que tenien una majoria demogràfica notable respecte de valencians i aragonesos, passaren a ocupar llocs de responsabilitat a Aragó i a València. Finalment el decret establia que a partir d'aleshores els regnes d'Aragó i València s'haurien de governar amb unes institucions estructurades que «es governin i manegin en tot i per tot com les dues Cancelleries de Valladolid i Granada, observant literalment les mateixes regalies, lleis, pràctica, ordenances i costums que es guarden en aquestes, sense la menor distinció i diferència en res».
L'agost del 1707 es formà la Cancelleria de València tal com havia disposat el Reial Decret de 29-VI-1707, que després seria complementat per la Reial Cèdula de 7-X-1707, seguint l'estructura de les Chancillerias de Valladolid i Granada. Durant aquest període, Melchor Rafael de Macanaz fou nomenat jutge de Confiscacions i tingué confrontacions amb l'arquebisbe de València arran de les regalies. El sistema imposat a València fracassà per les friccions amb el capità general de València, i pel Reial Decret d'11-VI-1716 la Cancelleria de València fou reduïda a nivell de Reial Audiència tenint la mateixa planta que la Reial Audiència d'Aragó (borbònica). Com a òrgan de govern quedà presidida i subordinada al capità general de València i com a òrgan de justícia territorial estava presidida pel regent i subordinada a les resolucions del Consell de Castella. Com a òrgan de justícia estava constituïda per tres sales -dues per a assumptes civils i una per a criminals-, amb 4 oïdors a la sala del civil, 5 oïdors a la sala criminal, i un fiscal que posteriorment fou ampliat a 2. Al passar a tenir el mateix ordenament jurídic tant civil com criminal que els castellans, aquests deixaren d'esser estrangers a València i els funcionaris començaren a esser nomenats des de Madrid. La llengua de l'administració passà a esser el castellà, quedant-ne postergat el valencià.
- Reial Audiència de València (borbònica)
  - Institució: Reial Decret de 29-VI-1707 / Reial Cèdula de 7-X-1707 / Reial Decret d'11-VI-1716
  - Presidència: capità general de València, i en afers estrictament judicials el Regent.
  - Funcions: Com a òrgan de govern subordinada al capità general de València; com a òrgan de justícia territorial subordinada al Consell de Castella.
  - Composició: 1 Regent, 4 oïdors per als afers civils -en una sala, ampliada després a dos - i 5 oïdors per als criminals -una sala-, 1 fiscal. Posteriorment es creà una segon fiscalia.

### La contraofensiva austriacista
L'estiu de 1710, l'exèrcit austriacista, reorganitzat, reprèn les accions ofensives i venç als borbònics a la batalla d'Almenar i la batalla de Monte de Torrero, recuperant l'Aragó, i Carles III tornà a entrar a Madrid el 21 de setembre de 1710, però la impossibilitat de mantenir-la els obligà a retirar-se'n, i llavors foren vençuts pels borbònics a la batalla de Brihuega i la batalla de Villaviciosa de Tajuña; poc després, les tropes filipistes prengueren de nou l'Aragó.

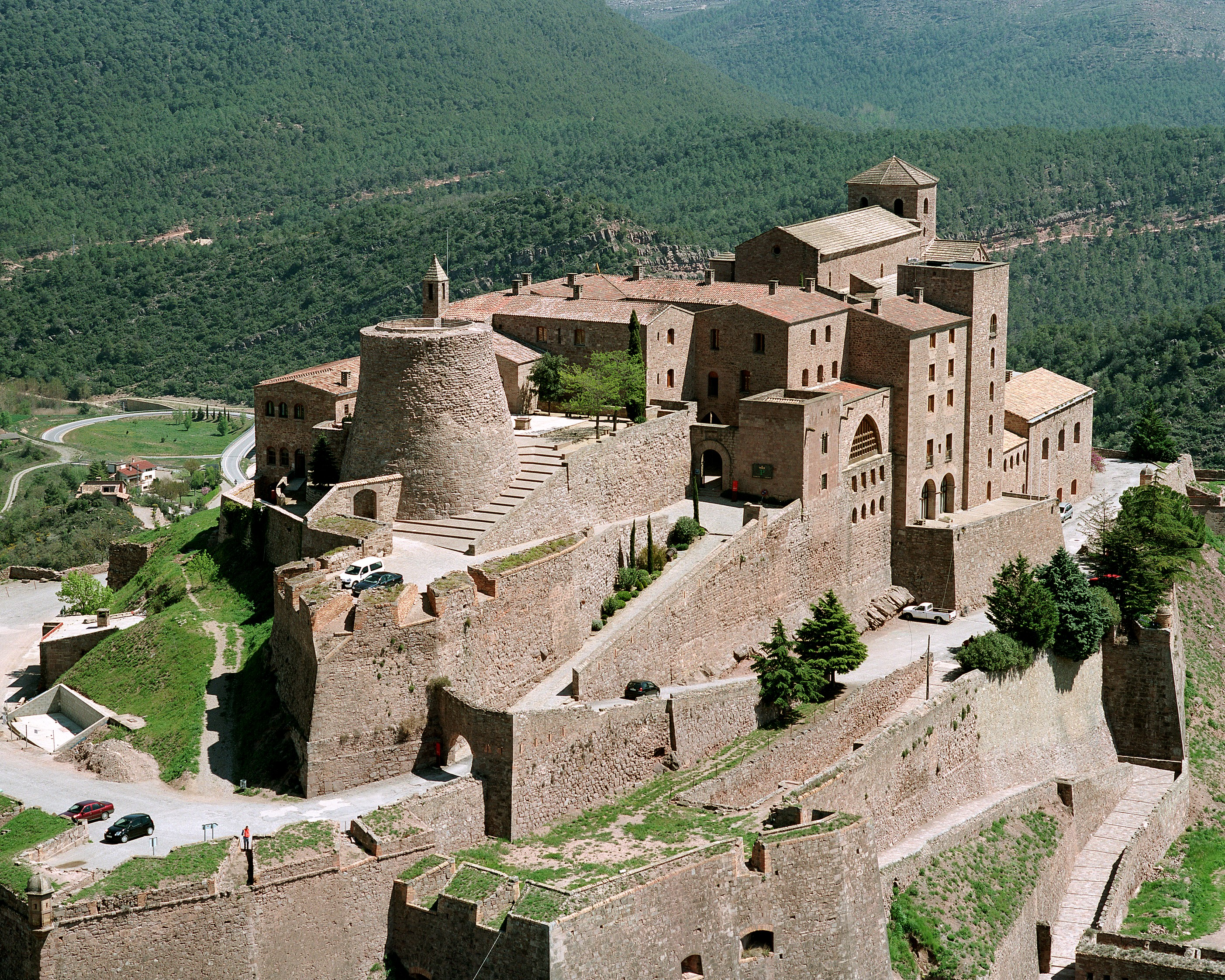
Castell de Cardona, darrer reducte de la resistència catalana a la invasió castellana de 1714

### La resistència de Catalunya (1713-1714)

#### Context
Després que, arran de la mort del seu germà Josep I, es va dirigir a Viena per esdevenir emperador, Carles d'Àustria va desentendre's dels regnes hispànics i es retirà cap a l'Imperi, i, per altra banda, les potències aliades van començar a considerar més convenient reconèixer Felip de Borbó com a rei d'Espanya. Així, es va arribar a la signatura del Tractat d'Utrecht (1713), en les discussions del qual no es van tenir en compte les peticions dels diplomàtics catalans de garantia de la continuïtat dels furs i institucions de Catalunya.
En el mateix moment d'entrar a València, poc després de la batalla d'Almansa, el duc de Berwick ja havia proclamat l'abolició dels furs de València, ja que, com a càstig per la seva rebel·lia, a partir d'aleshores els únics furs i privilegis que tindrien els valencians serien aquells que al rei li semblés bé concedir-los, amb la qual cosa es va suprimir de cop l'estat valencià que Jaume el Conqueridor havia creat després de la Conquesta. El 29 de juny de 1707, Felip V promulgà els Decrets de Nova Planta, que definien el nou règim que imposà als regnes d'Aragó i de València.
El 7 de juliol de 1713, representants de Felip V convidaren la ciutat de Barcelona a rendir-se; dos dies després, la Junta de Braços va decidir resistir com a única manera d'intentar salvar el sistema institucional català.
La proclamació pública de guerra va tenir lloc a les sis del matí del 9 juliol 1713 i l'endemà es va publicar un ban per llevar efectius per l'Exèrcit de Catalunya, sent les seves primeres unitats el Regiment de la Generalitat de Catalunya i el Regiment de la Ciutat de Barcelona. Per al càrrec de general comandant els Tres Comuns de Catalunya van nomenar el tinent mariscal Antoni de Villarroel i Peláez el 10 de juliol. i decidiren agrupar tots els combatents de la Catalunya interior sota el comandament d'Antoni Desvalls i de Vergós, marquès del Poal, militar de professió, germà del comandant de la plaça de Cardona, Manuel Desvalls i de Vergós, que faria de cap d'aquell exèrcit, tot i que qui el conduiria era Antoni. Gairebé un any sencer va estar actuant aquest exèrcit, el gruix principal a les comarques del Bages, Moianès, Lluçanès, Osona, Vallès Occidental, Vallès Oriental, Maresme, etc., però amb altres partides lluitant a la zona pirinenca, en terres gironines, al Penedès i a les comarques lleidatanes i tarragonines.

#### El duc de Pòpuli
Barcelona, on s'havien aplegat molts combatents valencians, fou assetjada el 25 de juliol de 1713 per les forces de Restayno Cantelmo Stuart, el duc de Pòpuli. S'escollí el general Villaroel, militar borbònic fins a l'ofensiva de 1710, comandant de l'exèrcit català ajudat, entre d'altres, pel valencià Joan Baptista Basset. La situació del Principat esdevingué progressivament més inestable per als borbònics a causa de les revoltes i l'aixecament de milers de persones arreu del país que lluitaren contra la invasió; així, l'Exèrcit de les Dues Corones fou incapaç d'aturar les guerrilles de la Plana de Vic i el Lluçanès, per la qual cosa el duc de Pòpuli hagué de mobilitzar tropes destinades al setge de Barcelona, fet que n'afeblí el bloqueig i permeté importants connexions entre la ciutat i la resistència de l'interior del país. A nivell marítim el setge fou ineficaç mentre fou possible l'arribada de queviures, pólvora i municions de Mallorca.
El 13 de juny de 1713, la conferència de Cervera, entre el comte de Königsegg per part austriacista i el marquès de Grimaldi pels borbònics, pretenia preparar un armistici mentre es procedís a l'evacuació de les tropes estrangeres decidida a Utrecht, i la capitulació de Barcelona i Tarragona, però la condició que les llibertats catalanes fossin mantingudes feu fracassar la conferència.
Davant que anaven anticipant la consumació de la traïció anglesa es va convocar a Barcelona el 30 de juny de 1713 una Junta de Braços (Junta de Braços) per deliberar si Catalunya havia de sotmetre a Felip V o prosseguir la guerra en solitari. El 5 de juliol el Braç Reial va emetre el seu veredicte proposant que es continués la guerra i el 6 de juliol va fer el mateix el Braç militar.
Entre el 9 d'agost i el 5 d'octubre del 1713 s'inicià l'Expedició del Braç Militar, encapçalada pel diputat militar Antoni de Berenguer i el general Rafael Nebot, els quals trencaren el setge de Barcelona i aconseguiren desembarcar a Arenys 300 genets i 300 fusellers amb l'objectiu de reorganitzar forces a l'interior del país; malgrat ser perseguits per 10.000 soldats borbònics organitzats en diferents columnes, i que arrasaven els pobles per on anaven passant, els expedicionaris acabaren reclutant uns 5.000 voluntaris, però els fou impossible organitzar una acció de socors a la ciutat. Tanmateix, aquest fracàs en l'intent d'atrapar Pòpuli entre dos focs consolidà la resistència a l'interior del país i reforçà la plaça de Cardona.
Després de la signatura del Tractat de Rastatt, que posà fi a la guerra entre França i Àustria, Lluís XIV s'implicà en la lluita contra la resistència catalana, considerada ara com una pura i simple rebel·lió, la qual cosa permetia executar els resistents capturats, que no ja podien pretendre ser considerats presoners de guerra; a més, com a mesura intimidatòria, les tropes de les Dues Corones (Espanya i França) incendiaren pobles sencers tal com ho feren a Sallent; per altra banda, els objectius dels canons usats pel duc de Pòpuli contra Barcelona no eren pas les instal·lacions militars sinó la població civil, la qual hagué de refugiar-se a la platja de Sant Bertran, al peu de Montjuïc, i a l'Arenal, a l'actual Barceloneta; llavors, el duc de Pòpuli arribà a demanar a l'almirall Jean Baptiste du Casse, que comandava l'estol del bloqueig marítim a la ciutat, que des del mar es bombardegessin aquelles platges per tal d'obligar la població a entrar de nou a la ciutat. Ducasse respongué que en tota la seva carrera militar no s'havia trobat en una situació igual i que no cometria aquella brutalitat sense una ordre expressa de Lluís XIV.
Aquest clima de terror, però, va dur molta gent a sumar-se a la resistència, dirigida per Bac de Roda, cap de voluntaris, Antoni Desvalls, marquès de Poal, membre del Braç Militar, i el general Josep Moragues, governador de Castellciutat. L'entrada a fons de França significà l'arribada de més soldats i armament per a ampliar el bloqueig marítim i terrestre de la ciutat i reforçar també les guarnicions de ciutats com Vic, Manresa, Martorell, Mataró, Ripoll, Lleida, Hostalric, Vilafranca, etc.

#### L'Exèrcit català de l'interior
El gener del 1714 el Consell de Cent de la ciutat de Barcelona, únic organisme nacional de poder existent en aquell moment, encarregà a Antoni Desvalls i de Vergós, Marquès del Poal, l'organització de l'exèrcit català de l'interior, que tenia la doble missió d'aplegar els combatents de l'interior de Catalunya (sometents locals, grups de miquelets en diferents graus d'organització a l'ordre d'austriacistes com Ermengol Amill o Joan Vilar i Ferrer, entre d'altres) i d'augmentar-ne els efectius per tal d'allargar la guerra i d'atacar pel darrere els assetjadors de Barcelona. L'allargament del conflicte bèl·lic suposava l'esperança, fundada per la política interior anglesa, del reingrés del Regne Unit en el conflicte, al costat del bàndol austriacista.
Aquest exèrcit, reunit a Monistrol de Calders, estengué les seves accions per tota la Catalunya central, principalment Moianès, Lluçanès, Bages, Solsonès, Berguedà Osona, Baix Llobregat i Anoia, amb connexió amb altres combatents de l'Alt i Baix Penedès, Conca de Barberà, Alt i Baix Camp, Priorat i Terres de l'Ebre. Els borbònics organitzaren, per evitar i frenar les seves accions, el Campo volante de Cataluña, sota les ordres de José Carrillo de Albornoz y Montiel, Conde de Montemar, amb el suport, principalment, dels brigadiers González i Vallejo. Fou un contínuum de petits combats en els territoris abans esmentats, que culminaren el 13 i 14 d'agost del 1714 en la batalla de Talamanca, que fou la darrera victòria en tota la història d'un exèrcit català.
El 30 de novembre de 1713, Rafael Casanova fou nomenat Conseller en Cap del Consell de Cent Barcelona, màxima autoritat de la ciutat. El càrrec duia aparellat el grau de coronel de la Coronela, la milícia ciutadana, que era la base més nombrosa de la guarnició, amb uns 4.700 membres que formaven part dels gremis professionals.

#### El duc de Berwick
El 6 de juliol de 1714, el duc de Berwick substituí el duc de Pòpuli com a comandant en cap de les forces que assetjaven Barcelona; amb el duc de Berwick venia també un fort contingent francès enviat per Lluís XIV en ajuda de Felip V, en el qual hi havia soldats i comandaments que s'havien distingit durant la guerra en la lluita contra els Aliats. A més a més, per controlar les revoltes populars de l'interior del país i protegir els espatlles dels assetjants Berwick amplià les forces d'ocupació, que s'elevava als 47.000. En total l'exèrcit borbònic arribava a l'extraordinària xifra de 86.000 efectius en un país que no arribava al mig milió d'habitants. Hi havia, si fa no fa, un soldat per família.
La carta de Felip V enviada a Berwick indica fins a quin punt interessava al monarca borbó la conquesta de la ciutat comtal:
Debiendo prometerme muy en breve la rendición de la plaza de Barcelona, he juzgado conveniente advertiros de mis intenciones. Estos rebeldes como tales están y son incursos en el mayor rigor de la guerra. Cualquiera gracia que experimenten será un mero efecto de piedad y conmiseración, por lo cual, si arrepentidos de su error, recurrieren antes de abrir la trinchera, pidiendo misericordia, no se la concederéis prontamente, pero les oiréis, y haciéndoles presente su rebeldía, y cuán indignos son de misericordia, los esperanzaréis de ella, ofreciendo interponeros conmigo para que logren a lo menos sus vidas, exceptuando si se puede de esta gracia (que será sólo lo que ofreceréis y nada más) los cabos principales. Si no se dieren por entendidos y dejaren levantar tierra, y abrir brecha, ya en este caso no los oiréis más capitulación que la de rendirse a discreción. Y si todavía aun en este caso mantuvieren precitos y llegare el caso de asalto, ya en él no son dignos, como comprenderéis, de la menor piedad, y deben experimentar el último rigor de la guerra a que deben quedar sujetos cualesquiera oficiales españoles que se hallan dentro
Tot i que Lluís XIV era més partidari de la prudència, Felip V estava disposat convertir Catalunya en un cementiri. Alguns historiadors, com ara Josep Maria Torras i Ribé, destaquen l'obsessió malaltissa que Felip V tingué contra Catalunya. Cartes com aquesta demostren la voluntat fèrria de Felip de sotmetre a Catalunya i els catalans. La repressió posterior fou l'exemple així com l'incompliment dels acords de capitulació són l'exemple més gràfic de l'obsessió del monarca contra els territoris de la corona d'Aragó. Amb tot, Berwick es prengué al peu de la lletra les indicacions de Felip V i inicià un setge a tota regla, seguint el mètode Vauban.
Finalment, Berwick decidí assaltar la ciutat el dia 12 d'agost, després d'haver patit unes 2.200 baixes en les feines d'ampliació, consolidació i excavació de les trinxeres; xifra espectacularment alta tenint en compte l'estat penós de les defenses i la fase en què es trobava el setge. Tot i que arribaren a controlar parcialment els dos baluards en una lluita molt aferrissada, Berwick tocà a retirada a causa de la dificultat d'entrar a la ciutat i les moltes baixes que estava provocant la lluita. La sagnia que significà aquell assalt per part dels borbònics feren repensar l'estratègia a Berwick, que planejà la conquesta per a l'endemà dels baluards de Santa Clara i el del Portal Nou amb la intenció d'anul·lar aquells punts avançats i poder afrontar un assalt amb més garanties. Així s'inicià la batalla del Baluard de Santa Clara que s'allargà durant els dies 13 i 14 d'agost del 1714 amb un resultat favorable als catalans, que després d'una lluita demencial i moltes baixes repel·liren l'enemic davant de la incredulitat dels alts comandaments filipistes.
Tot i que la Junta de Braços havia mobilitzat a tots els homes majors de 14 anys, la batalla del Baluard de Santa Clara produí importants baixes entre les tropes catalanes. Berwick decidí allargar unes setmanes més els bombardejos a les muralles per tal de fer més grans les bretxes i no exposar les seves tropes a les carnisseries dels dos assalts fallits. L'efectiu bloqueig marítim i la impossibilitat de trencar el setge per part del Marquès de Poal amb la resistència de l'exterior situà Barcelona al límit de les seves possibilitats. Les reserves de pólvora eren minses i l'aliment escassejava fins al punt que la gent moria d'inanició pels carrers. Davant la desesperada situació de la plaça, el duc de Berwick, comandant de les forces assaltants, proposà la rendició el 3 de setembre. Casanova, remarcant l'estat en què es trobaven i anunciant que la reserva de pólvora no cobria sinó les necessitats de dos o tres dies, exposà a l'assemblea de la Junta de Braços la conveniència de gestionar un armistici de dotze dies. Aquesta proposta no fou compartida per la majoria de membres de l'assemblea i, a través del Coronel Gregori Saavedra, s'envià als assetjants el següent text:
Els tres Comuns s'han ajuntat i considerat la proposició feta per un oficial dels enemics: responen que no volen oir ni admetre cap proposta de l'enemic
Arran d'aquesta decisió de la Junta de Braços, Villarroel dimití com a Tinent General de Barcelona tot i que durant l'assalt final de l'onze de setembre tornarà a agafar les regnes de la defensa de la ciutat.

#### El «cas dels catalans»

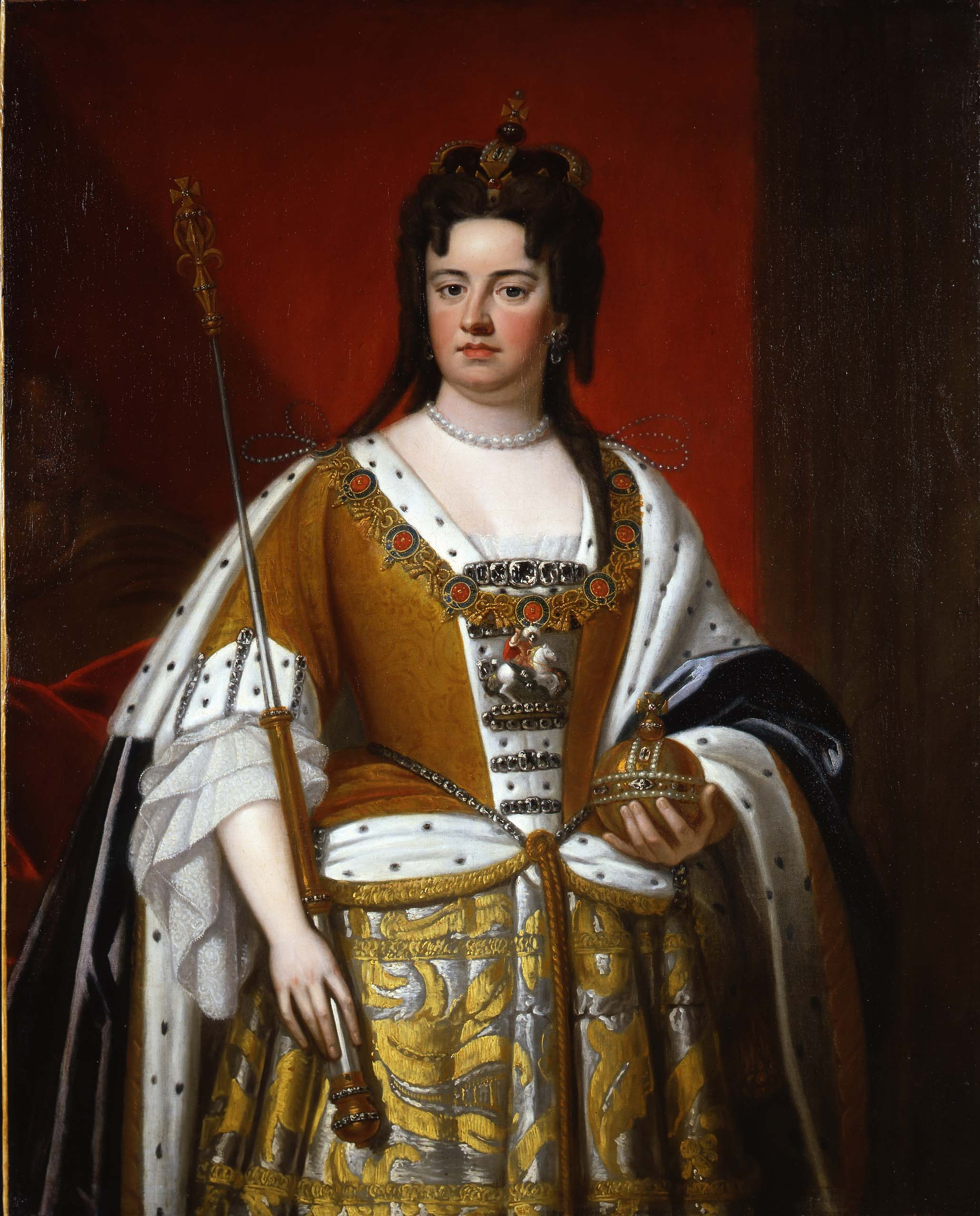
Retrat de la reina Anna d'Anglaterra, cap a l'any 1705.

Una vegada iniciades les negociacions a Utrecht la reina Anna d'Anglaterra —qui, segons Joaquim Albareda, "per motius d'honor i de consciència, se sentia obligada a reclamar tots els drets que gaudien els catalans quan els van incitar a posar-se sota el domini de la Casa d'Àustria"— va fer gestions a través del seu ambaixador a la cort de Madrid —quan encara no s'havia signat cap tractat— perquè Felip V concedís una amnistia general als austriacistes espanyols, i singularment als catalans, que a més havien de conservar les seves Constitucions. Tanmateix, la resposta de Felip va ser negativa i li va comunicar a l'ambaixador britànic «que la pau us és tan necessària com a nosaltres i no la voldreu trencar per una bagatela».
Finalment el secretari d'estat britànic, el vescomte de Bolingbroke, desitjós d'acabar amb la guerra, va claudicar davant l'obstinació de Felip V i va renunciar al fet que aquest es comprometés a mantenir les "llibertats" catalanes. Quan l'ambaixador dels Tres Comuns de Catalunya a Londres Pau Ignasi de Dalmases va tenir coneixement d'aquest canvi d'actitud del govern britànic va aconseguir que la reina Anna el rebés a títol individual el 28 de juny de 1713, però aquesta li va respondre que «havia fet el que havia pogut per Catalunya».
L'abandó dels catalans per Gran Bretanya va quedar plasmat dues setmanes després a l'article 13 del tractat de pau entre la Gran Bretanya i Espanya signat el 13 de juliol de 1713. En ell Felip V garantia vides i béns als catalans, però quant a les seves lleis i institucions pròpies només es comprometia al fet que tinguessin «tots aquells privilegis que posseeixen els habitants de les dues Castelles». El comte de la Corzana, un dels ambaixadors de Carles VI a Utrecht, va considerar l'acord tan «indecorós que el temps no esborrarà el sacrifici que el ministeri anglès fa d'Espanya i singularment de la Corona d'Aragó, i més en particular de Catalunya, a qui Anglaterra ha donat tantes seguretats de sostenir-los i emparar-los».
En les següents negociacions dutes a terme a Rastatt el «cas dels catalans» aviat es va convertir en la qüestió més difícil a resoldre, perquè Felip V estava desitjós d'aplicar a Catalunya i a Mallorca la "Nova Planta" que havia promulgat el 1707 per als "regnes rebels" de València i d'Aragó i que havia suposat la seva desaparició com a Estats. Així el 6 de març de 1714 es signava el tractat de Rastatt pel qual l'Imperi Austríac s'incorporava a la pau d'Utrecht, sense aconseguir el compromís de Felip V sobre el manteniment de les lleis i institucions pròpies del Principat de Catalunya i del regne de Mallorca que seguien sense ser sotmesos a la seva autoritat. La negativa a fer cap mena de concessió l'argumentava així Felip V en una carta remesa al seu avi Lluís XIV:
| « | No és per odi ni per sentiment de venjança pel que sempre m'he negat a aquesta restitució, sinó perquè significaria anul·lar la meva autoritat i exposar-me a revoltes contínues, fer reviure el que la seva rebel·lió ha extingit i que tantes vegades van experimentar els reis, els meus predecessors, que van quedar afeblits a causa de semblants rebel·lions que havien usurpat la seva autoritat. […] Si [Carles VI] s'ha compromès a favor dels catalans i dels mallorquins, ha fet malament i, en tot cas, ha de conformar-se de la mateixa manera que ho ha fet la reina d'Anglaterra, jutjant que els seus compromisos ja es veien satisfets amb la promesa que he fet de conservar-los els mateixos privilegis que als meus fidels castellans | » |

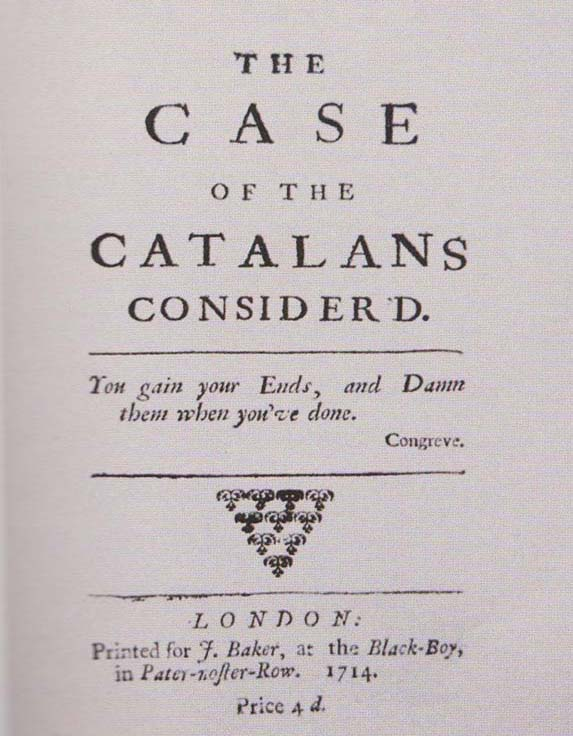
Els manifestos recordaven a Anglaterra el seu tractat d'aliança militar amb Catalunya i la traïció d'Utrecht.

El juliol del 1714 Bolingbroke també va rebutjar una última proposta del representant dels Tres Comuns de Catalunya a Londres Pau Ignasi de Dalmases perquè la reina Anna «prengui en dipòsit a Catalunya o almenys a Barcelona i Mallorca fins a la pau general sense deixar-les anar a ningú fins que mitjançant tractat s'adjudiquin i s'asseguri l'observança dels seus privilegis» —en referència a les negociacions que tenien lloc a Baden—, perquè això podria suposar la represa de la guerra. El corrent crític cap a la política britànica respecte dels aliats catalans i mallorquins es va plasmar a més dels debats parlamentaris en dues publicacions aparegudes entre març i setembre de 1714. A The Case of the Catalans Considered, després d'al·ludir repetidament a la responsabilitat contreta pels britànics en haver encoratjat als catalans a la rebel·lió i a la falta de suport que van tenir després quan van lluitar sols, es deia:
| « | Els seus avantpassats els van llegar els privilegis que gaudeixen des de fa segles. Ara han de renunciar a ells sense honor i han de deixar, després d'ells, una raça d'esclaus? No; prefereixen morir tots; o la mort o la llibertat, aquesta és la seva decidida elecció. [...] Totes aquestes qüestions toquen el cor de qualsevol ciutadà britànic generós quan considera el cas dels catalans... La paraula catalans no serà sinònim de la nostra deshonra? | » |

Per la seva banda, The Deplorable History of the Catalans, després de narrar el succeït durant la guerra, elogiava l'heroisme dels catalans: «ara el món ja compta amb un nou exemple de la influència que pot exercir la llibertat en ments generoses».

#### La Batalla de l'Onze de Setembre

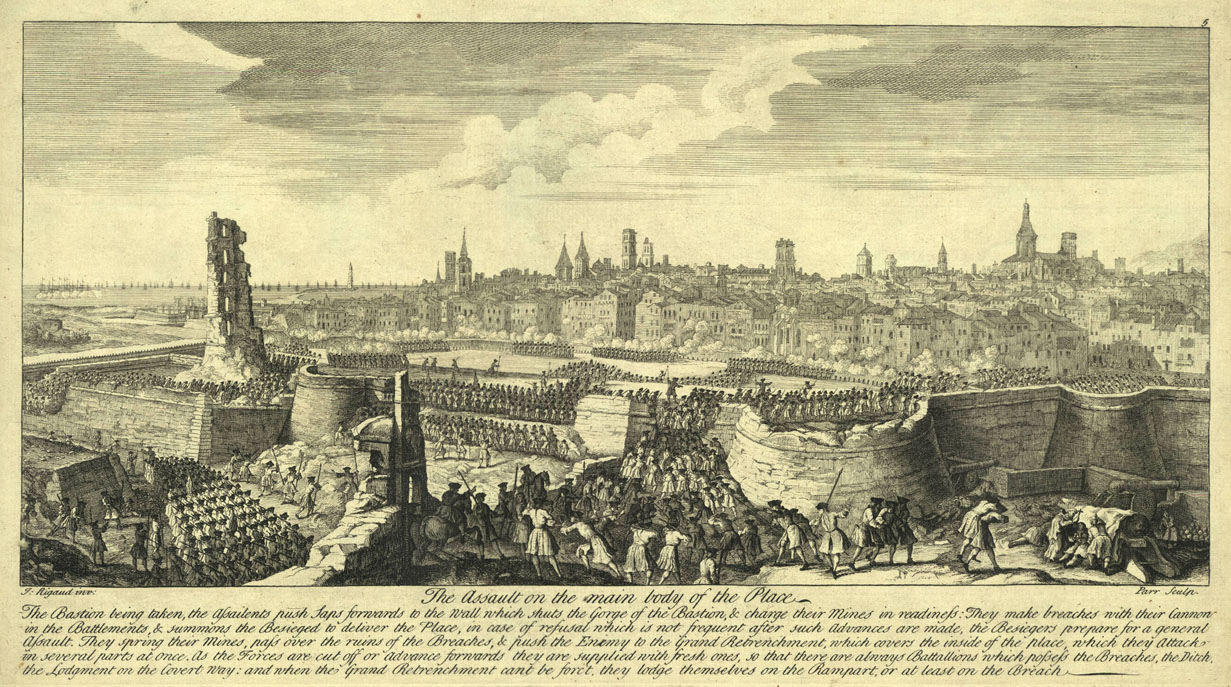
Assalt final de les tropes borbòniques sobre Barcelona l'11 de setembre de 1714.

El juliol del 1714 es va incorporar al setge de Barcelona un exèrcit francès al comandament del Duc de Berwick, amb el qual la desproporció de forces entre els contendents es va accentuar encara més. S'estima que uns 47.000 soldats borbònics ocupaven Catalunya i uns 39.000 envoltaven Barcelona. Enfront d'ells uns 5.400 resistents defensaven la ciutat, al comandament del general Antoni de Villarroel i Peláez i del conseller en cap Rafael Casanova, i les partides austriacistes que assetjaven als borbònics a l'interior de Catalunya no superarien els 13.000 homes. El setge per mar imposat per Berwick va fer que la situació a Barcelona fos insostenible, ja que el proveïment que fins llavors havia rebut des de Mallorca, Gènova, Sardenya i el nord d'Àfrica es va interrompre amb el qual el blat i els productes bàsics van començar a escassejar, inclosa la munició. A això es va unir el bombardeig continu iniciat a l'abril que va tenir efectes devastadors: van caure al voltant de 40.000 projectils que van destruir la tercera part dels edificis.
L'única esperança que li quedava a Barcelona era que arribés l'ajuda exterior i aquesta possibilitat es va obrir quan va morir la reina Anna d'Anglaterra l'1 d'agost i el seu successor Jordi I de la Gran Bretanya semblava disposat a donar un viratge a la política britànica sobre el "cas dels catalans". Així, el 18 de setembre el nou rei va rebre a la Haia, on es trobava camí de Londres per ser coronat, a l'ambaixador català Felip Ferran de Sacirera, a qui li va prometre que faria el possible per Catalunya, però temia que fos massa tard. En efecte, quan va arribar a Londres a la fi de mes ja es coneixia la notícia que el 12 de setembre de 1714 Barcelona havia capitulat.
El 3 de setembre de 1714 Berwick va donar un ultimàtum a Barcelona perquè es rendís però els resistents van decidir prosseguir la lluita, per la qual cosa a la matinada del 10 a l'11 de setembre es va produir l'assalt final a la ciutat per una bretxa de la muralla —que havia estat oberta feia dos mesos i que els resistents havien aconseguit defensar fins llavors—, lluitant cos a cos als carrers i a les cases. Els dos màxims dirigents Rafael Casanova i Antoni de Villarroel van caure ferits i a les dues de la tarda del 12 de setembre Barcelona va capitular. Es calcula que durant els catorze mesos de setge els defensors de la ciutat van tenir unes 7.000 baixes entre morts i ferits, mentre els assaltants van perdre més de 10.000 homes. El 13 de setembre les tropes borbòniques van ocupar Barcelona i cinc dies després, el 18, capitulava l'últim reducte de la Catalunya resistent, el castell de Cardona, defensat pel governador Manuel Desvalls.

#### El Decret de Nova Planta de Catalunya
Després de l'entrada de les tropes borbòniques a Barcelona, deixaren d'existir les institucions catalanes, i les forces d'ocupació constituïren una Junta Superior de Gobierno del Principado de Cataluña, la qual assumí el control del país.
El règim de terror i la repressió brutal que, després de la signatura del Tractat d'Utrecht, els borbònics havien començat a aplicar als territoris que dominaven es mantingué, pel cap baix, durant uns dos anys més, fins que, el 1716, Felip V va promulgar el Decret de Nova Planta, el qual definia les noves institucions de Catalunya.
Una de les mostres del caràcter repressiu del nou règim fou la construcció a Barcelona de la Fortalesa de la Ciutadella, operació per a la qual calgué destruir una gran part del barri de la Ribera, un dels més cèntrics i poblats de la ciutat. La gent que es va quedar sense casa per culpa de la construcció de la Ciutadella no sols no va rebre cap indemnització sinó que, a sobre, encara va ser obligada a col·laborar gratuïtament en la destrucció de casa seva i en l'edificació de la nova fortalesa.

### L'inici de l'Estat-nació espanyol
Partint del pòsit polític del Comte-duc d'Olivares i l'absolutisme d'en Felip V, l'assimilació de la Corona d'Aragó per la Corona castellana mitjançant els Decrets de Nova planta fou el primer pas en la creació de l'estat nació espanyol. I com altres estats nació europeus en formació, tampoc fou sobre una base ètnica uniforme, sinó mitjançant la imposició de les característiques polítiques i culturals de l'ètnia dominant, en aquest cas la castellana, sobre les de les altres ètnies, esdevingues minories nacionals a assimilar mitjançant polítiques nacionalistes. Aquestes polítiques nacionalistes, en ocasions molt agressives, i encara vigents, han sigut i són la llavor dels reiterats conflictes territorials dins l'Estat.

## Edat contemporània

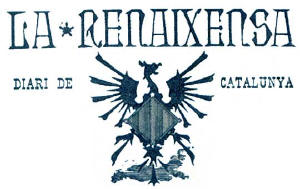
La capçalera de La Renaixensa fou dissenyada per Lluís Domènech i Montaner el 1880. Conjuga l'escut de Catalunya amb l'au Fènix.

El segle xix va estar dominat per la inestabilitat política, de primer la Guerra del francès napoleònica dins una situació de guerra internacional i després per les tres guerres civils carlines. Mentrestant administrativament, el 1833, tot el territori espanyol va ser dividit en províncies, cosa que va provocar protestes a Catalunya, on es veia com una divisió de l'anterior província única de Catalunya en quatre províncies no relacionades entre elles. Fins i tot el govern espanyol donava suport al fet que la província de Barcelona portés el nom de Província de Catalunya. En el cas del País Valencià la divisió provincial efectiva va suposar que territoris castellanoparlants que mai havien format part del Regne de València formessin part de les tres províncies. Aquest és el cas de la Plana d'Utiel o de la comarca de Requena, per exemple.
Durant la segona meitat del segle xix es va produir la Renaixença catalana, moviment social i cultural que reivindicava la renaixença del català com a llengua literària i de prestigi després de segles de foscor i decadència. Durant aquesta època també va sorgir el catalanisme polític, que reivindicava l'autonomia política de Catalunya i l'oficialitat del català. Tota aquesta renaixença catalanista, que va aconseguir ser transversal, ja que s'hi va afegir tant la burgesia com la classe obrera, va culminar en la Mancomunitat de Catalunya, primera reunificació política de Catalunya i primera institució catalana des del 1714, i durant la segona república espanyola, en la restauració de la Generalitat de Catalunya.
La guerra civil espanyola també s'ha considerat, en part com una guerra carlista. Durant aquesta guerra tant València com Barcelona van ser capitals de la República espanyola. Als Països Catalans hi havia partidaris dels dos bàndols enfrontats. Catalunya havia estat considerada "bastió de la República". Les divises que entraven per l'exportació de les taronges valencianes ajudaren al govern republicà a mantenir la guerra, la ciutat de València no va caure fins als darrers dies de la guerra.
Catalunya i el País valencià visqueren durant la guerra una autèntica revolució social, política i econòmica amb col·lectivitzacions tant en el camp com en la indústria.
Mentre Menorca va restar fidel al govern republicà, Mallorca i Eivissa aviat van caure en mans dels franquistes i des d'allí els avions bombardejaven Barcelona. No va ser aquesta l'única vegada que els territoris dels Països Catalans lluitaven els uns contra els altres.
Durant el franquisme es va reprimir durament la llibertat política, de premsa, d'expressió, els Països Catalans i el català, prohibint el seu ensenyament i el seu ús públic. Durant la transició democràtica es va dividir els Països Catalans en tres comunitats autònomes i la nova Constitució en va prohibir la federació.

### Normativització de la llengua catalana
A principis del segle XX el català era la llengua majoritària i natural de la gent, però no existia encara un estàndard ni unes normes. A més Enric Prat de la Riba era conscient que "de la cultura catalana l'estat no se'n preocupa i les diputacions hem de suplir aquesta deficiència de l'estat fomentant el conreu i perfeccionament de la llengua".
Quan es va crear l'IEC es van fer dos encàrrecs a la Secció Filològica liderada per Pompeu Fabra: sistematitzar unes regles d'escriptura i promocionar el català com a llengua d'ús científic, objectius que es van explicitar durant la constitució de l'IEC: "el restabliment i l'organització de tot el que es refereix a la cultura genuïnament catalana" i "la investigació científica de tots els elements de la cultura catalana". L'IEC va publicar les Normes ortogràfiques el 1913, dotant el català d'una ortografia formal. Immediatament es van generar grans i durs debats sobre algunes de les decisions ortogràfiques preses (el més aferrissat fou el d'escriure els plurals -es i no -as), però de mica en mica s'anaren acceptant: La Mancomunitat va adoptar de seguida el català de Fabra i va promocionar les seves obres: totes les seves institucions l'adoptaren com a llengua vehicular, des de les diverses escoles d'educació professional fins a les escoles de primària.
El 1916 la Mancomunitat de Catalunya va enviar una petició oficial per reconèixer la llengua catalana com a cooficial, tot adjuntant un detallat programa de normalització lingüística. La proposta va provocar queixes i pressions de la Real Academia Española, fins que el llavors president comte de Romanones va dir que mai donaria aquest reconeixement al català, perquè es feia servir com a emblema polític.
La Generalitat republicana en gran part va continuar i va ampliar la política educativa de la Mancomunitat de Catalunya. Tingué moltes dificultats financeres i la cessió de competències no es va acabar mai de fer del tot. En general aquest període va constituir un assaig i una lliçó històrica per a la realització posterior de la Generalitat de 1977.

### El franquisme i la Segona Guerra Mundial
El franquisme als Països Catalans va implantar-se entre 1939 i 1977, (les primeres eleccions democràtiques, tingueren lloc el 15 de juny de 1977), en un context determinat per les conseqüències derivades de la Guerra Civil Espanyola i la repressió franquista. La dictadura, als Països Catalans, complementà a més la supressió de les llibertats democràtiques amb la repressió de la cultura catalana. El seu caràcter totalitari i els seus objectius unificadors significaren la imposició d'una sola cultura i una sola llengua, la castellana. A més, el tarannà anticatalà del règim va constituir un tret específic, però no va ser un obstacle decisiu perquè creixés un franquisme català que s'havia anat forjant durant la guerra i s'havia alimentat amb la victòria.
El franquisme (1939-1975) va suposar als Països Catalans, com a la resta d'Espanya, l'anul·lació de les llibertats democràtiques, la prohibició i persecució dels partits polítics (excepte Falange Espanyola Tradicionalista i de les JONS), la clausura de la premsa no adscrita a la dictadura militar i l'eliminació de les entitats d'esquerres. A més, es van suprimir l'Estatut d'Autonomia i les institucions d'ell derivades, i es va perseguir amb sistematicitat la llengua i la cultura catalanes, almenys al principi, en moltes de les seves manifestacions públiques i fins i tot (en els primers temps) privades.
Els vençuts van ser desvertebrats. Als nombrosos morts durant la guerra cal sumar els que van ser afusellats després de la victòria franquista, com el mateix president Lluís Companys, molts altres, obligats a l'exili, no tornarien al seu país, gran nombre dels quals no van fugir van ser empresonats, i molts més van ser "depurats" i inhabilitats per ocupar càrrecs públics o exercir determinades professions, el que els va deixar en pèssima situació econòmica en una època ja dura de per si. Un petit sector d'anarquistes i comunistes va intentar lliurar una guerra de guerrilles en unitats conegudes com a maquis. Aquesta guerra de guerilles s'expendia per els Pirineus. La seva acció més destacada va ser la invasió de la Vall d'Aran.
Durant a la Segona Guerra Mundial, la Catalunya nord va ser envaïda per la França de Vichy l'any 1940 (amb l'ajuda del Tercer Reich), i posteriorment el territori va ser controlat ja per el Tercer Reich. Finalment L'any 1944 els aliats van capturar França i també la Catalunya nord.
També a l'Alguer va ser controlat per el Regne d'Italia i això significava que entre els anys 1922 fins al 1943 quan va tornar a la banda dels aliats tot i no ser envaïts ja que les tropes italianes que anaven en contra de Mussolini ja van conquistar l'illa de Sardenya i, per tant, van conquistar l'Alguer.
Després de la primera etapa d'economia autàrquica, en la dècada dels anys 1960 l'economia va entrar en una etapa de modernització agrícola, d'increment de la indústria i va rebre l'impacte del turisme de masses. Catalunya va ser també una de les metes del moviment migratori, que va donar a Barcelona i a les localitats del seu entorn un creixement accelerat. També es va desenvolupar fortament l'oposició antifranquista, les manifestacions més visibles en el moviment obrer van ser Comissions Obreres, des del sindicalisme i el PSUC.
A la dècada dels anys 1970, el conjunt de forces democràtiques es van unificar al voltant de l'Assemblea de Catalunya. El 20 novembre de 1975 va morir el dictador Franco, fet que obriria un nou període de la història de Catalunya.

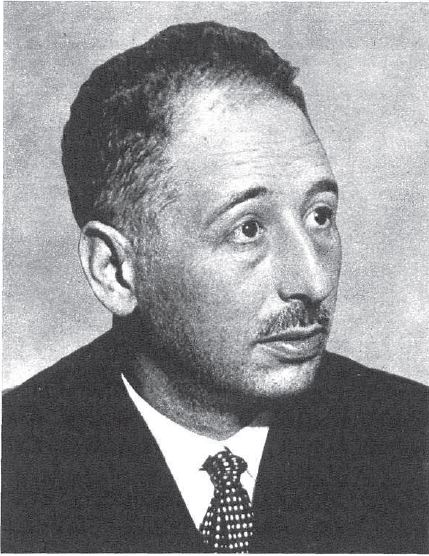
Lluís Companys, segon president de la Generalitat de Catalunya restaurada, va ser lliurat per la Gestapo i afusellat per les autoritats franquistes.

Catalunya va ser la comunitat (región pels franquistes) que més va patir l'odi engendrat durant la guerra civil. La mostra la tenim en diversos exemples.
A Tarragona, el gener de 1939, es va celebrar una missa oficiada per un canonge de la catedral de Salamanca, José Artero. Durant el sermó va cridar: "Gossos catalans! No sou dignes del sol que us enllumena."
Pel que fa als homes que van entrar i desfilar per Barcelona, Franco va dir que aquest honor no era "perquè haguessin lluitat millor, sinó perquè eren els que sentien més odi. És a dir, més odi cap a Catalunya i els catalans."
Un amic íntim de Franco, Victor Ruiz Albéniz, "El Tebib Arrumi" va publicar un article on demanava que Catalunya rebés "un càstig bíblic (Sodoma i Gomorra) per purificar la ciutat roja, la seu de l'anarquisme i separatisme com a únic remei per extirpar aquests dos càncers pel termocauteri implacable", mentre que per Serrano Suñer, cunyat de Franco i Ministre de l'Interior, el nacionalisme català era "una malaltia."
L'home designat com a governador civil de Barcelona, Wenceslao González Oliveros, va afirmar que "Espanya es va alçar, amb tanta o més força contra els Estatuts desmembrats que contra el comunisme i que qualsevol tolerància del regionalisme portaria altra vegada als mateixos processos de putrefacció que acabem d'extirpar quirúrgicament."
Fins i tot conservadors catalans, com Francesc Cambó, es van esgarrifar de l'odi i l'esperit de revenja mostrat per Franco. Cambó va escriure en el seu Dietari en referència a Franco: "Com si no sentís ni comprengués la situació miserable, desesperada, en què es troba Espanya i no pensés més que en la seva victòria, sent la necessitat de recórrer tot el país (...) com un torero per recollir aplaudiments, cigars, barrets i alguna americana escadussera."

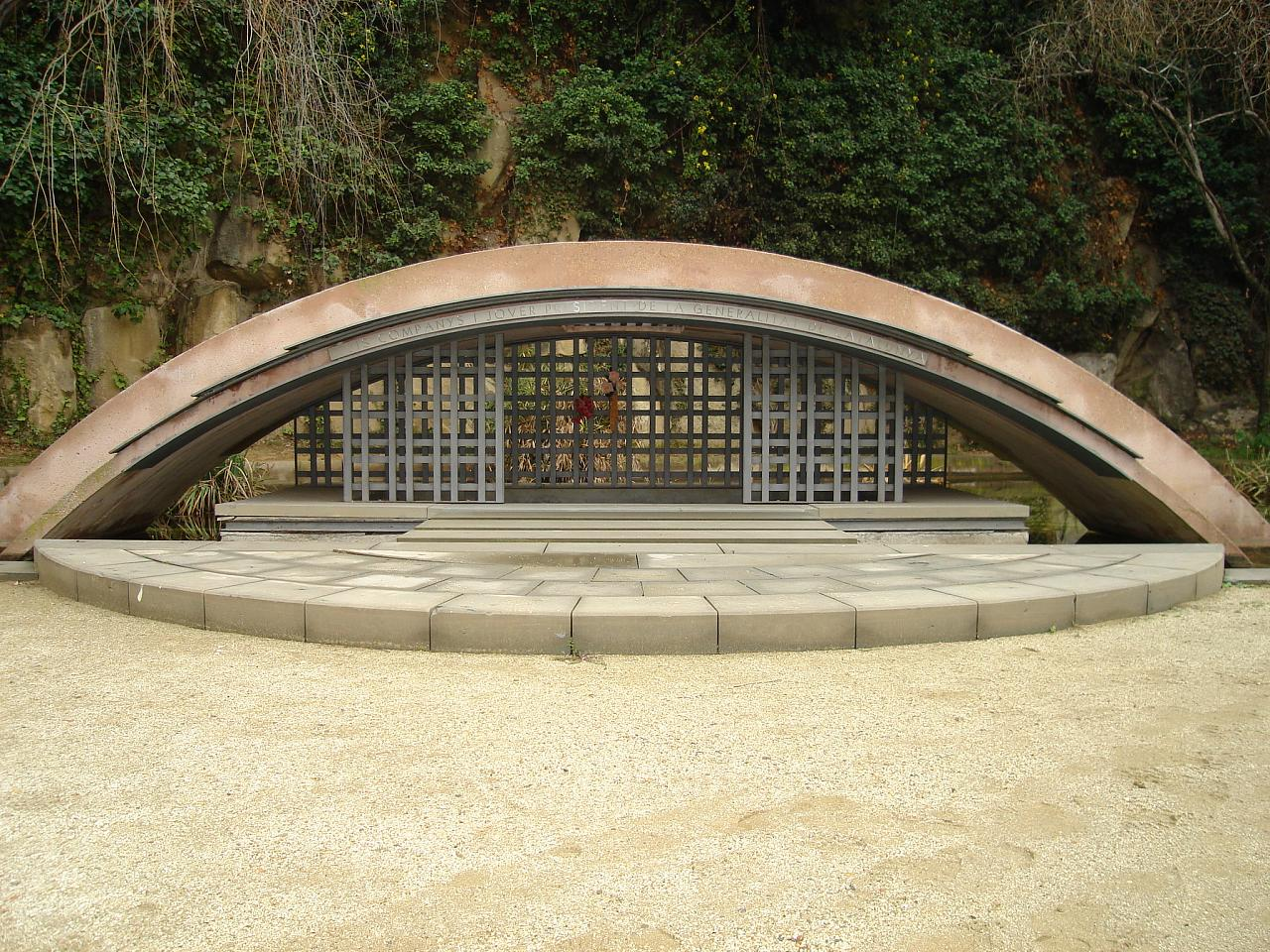
Tomba de Lluís Companys al Fossar de la Pedrera.

El que havia estat el 123è president de la Generalitat de Catalunya, Lluís Companys, s'exilià a França, com molts altres, el gener de 1939. Les autoritats espanyoles en demanaren l'extradició als alemanys. Queda el dubte històric de si fou detingut per la Gestapo o per la policia militar alemanya, també coneguda com la Wehrmacht En tot cas la detenció es produí el 13 d'agost de 1940 amb la imediata deportació de Lluís Companys a l'Espanya franquista.
Després d'un consell de guerra sumaríssim sense garanties processals, fou afusellat el 15 d'octubre de 1940, al Castell de Montjuïc.
D'aleshores ençà han estat moltes les reivindicacions a fi que s'anul·li aquell judici, sense cap garantia. De moment, cap d'elles ha reeixit.

#### La repressió franquista
| «                                                   | "A partir de la repressió, el franquisme va crear unes xarxes de complicitat en què milers de persones es van veure implicades o en van ser còmplices, de totes les maneres possibles, del vessament de sang infligit, de les persecucions efectuades, de la vida de centenars de milers de persones a les presons, als camps de concentració o als Batallons de Treballadors. En definitiva, de les formes més diverses de repressió: política, social, laboral, ideològica, i, en el cas dels Països Catalans, d'un intent de genocidi cultural que pretenia fer desaparèixer d'arrel la seva específica personalitat lingüística..." | » |
| — Josep Maria Solé i Sabaté i Joan Vilarroya i Font | |   |

#### Persecució del català

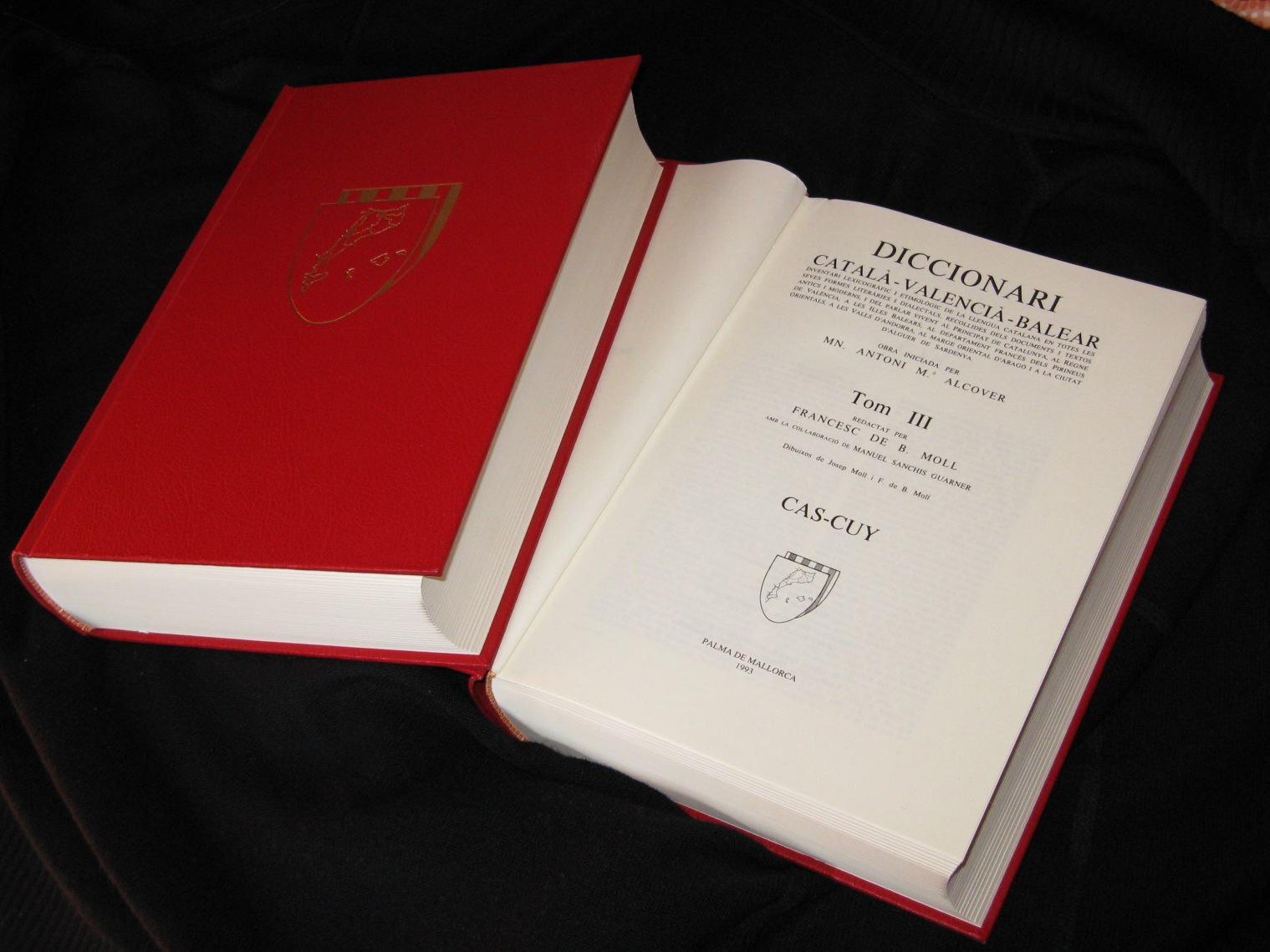
La versió impresa del Diccionari català-valencià-balear.

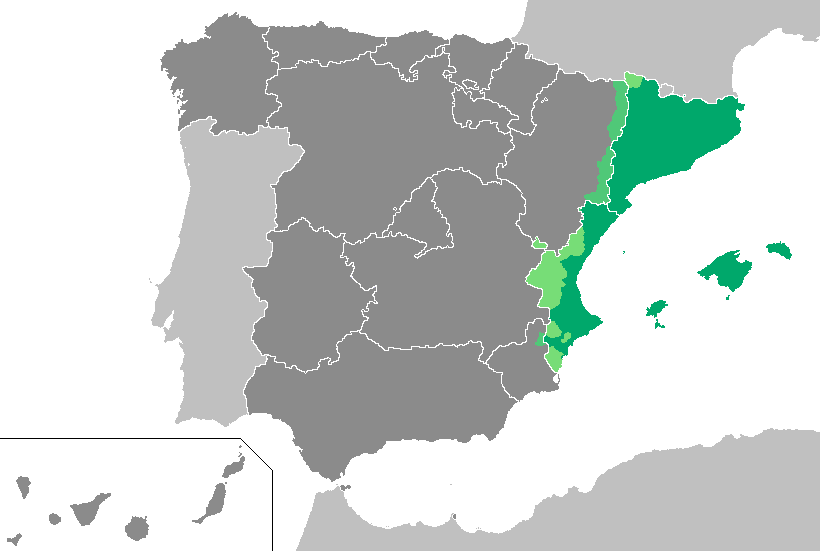
L'idioma català a Espanya
Territoris catalanoparlants on el català és oficial
Territoris catalanoparlants on el català no és oficial
Territoris històricament no catalanoparlants on el català és oficial

Franco va declarar l'any 1939: «La unitat nacional la volem absoluta, amb una sola llengua, el castellà i una sola personalitat, l'espanyola.»
Això va implicar una desaparició gairebé total dels llibres impresos en català fins a l'any 1946.
L'any 1941, malgrat la prohibició del català, es va reeditar il·legalment Poesies, de "Lo Gayter del Llobregat"  per commemorar el centenari de la seva publicació original, origen del moviment de la Renaixença. La seva presentació, un dels primers actes de la clandestinitat, fou feta en un homenatge al seu autor, Joaquim Rubió i Ors.
Cal destacar durant els anys següents la publicació d'una sèrie d'obres per part de tres joves escriptors: Les elegies de Bierville de Carles Riba (1943), L'aprenent de poeta (1943), de Josep Palau i Fabre, i Cementiri de Sinera, de Salvador Espriu (1946) tots ells amb edicions d'uns cent exemplars.
A partir de 1946, amb la derrota de l'Alemanya Nazi, el règim va portar a terme un rentat d'imatge, anomenada l'escletxa, que va permetre que es tornés a autoritzar l'Orfeó Català a fer teatre en català, i també la publicació de llibres en català, però només d'obres clàssiques, i prohibint les obres destinades al públic més jove per tal de restringir l'aprenentatge de la llengua escrita.
Entre elles tenim les part d'escriptors que havien tornat de l'exili durant els anys 1942-1943. Entre aquestes obres cal destacar la traducció al català de l'Odissea (1948) per Carles Riba, i la investigació dutes a terme pel pedagog Alexandre Galí amb Història de les Institucions 1900-1936, que fins i tot avui en dia són obres de
referència.
El 1947 l'Institut d'Estudis Catalans va superar la censura en editar un llibre científic, amb la qual cosa quedava demostrat que el català era també un idioma de ciència.
Cal destacar el començament de la publicació el 1949 del Diccionari català-valencià-balear, fins a la seva finalització el 1962, per part del filòleg Francesc de Borja Moll, el qual va esdevenir en una campanya en els territoris de parla catalana, per defensar la unitat de la llengua i alhora que donava un missatge d'afirmació de la identitat catalana.

### Època de Transició
Aquesta època es coneix com l'època de transicició. Aquesta època comença amb la mort de Franco el 20 de novembre del 1975. Durant aquesta època, les lleis franquistes van desaparèixer i es van fer les primeres eleccions espanyoles del 1977.
El 29 de setembre del 1977 es va fer el restabliment de la Generalitat provisional de Catalunya. Això va permetre el retorn de l'exili de Josep Tarradelles, que va fer el seu nomenament "formal" com a President del govern provisional. Amb això, el 18 de desembre del 1979 es va crear l'Estatut d'Autonomia de Catalunya. Llavors amb l'Estatut d'Autonomia fet, es van fer les primeres Eleccions al Parlament de Catalunya del 1980 que les va guanyar Jordi Pujol amb 43 diputats ajudat amb el CC-UDC que tenia 18 i ERC que tenia 14. En aquell moment va començar una etapa a Catalunya on el president era Jordi Pujol i el parlament ho dominava la CiU.
Al País Valencià cap a finals de la dècada dels 70, sorgí el moviment regionalista anomenat blaverisme, que era carecteritzat com a espanyolista i anticatalanista, el blaverisme va tenir com a partit principal l'Unió Valenciana que néixer a la dècada dels 80, però amb el pas del temps va anar perdent importància fins al punt de desaparèixer l'any 2011. Però el moviment nacionalista valencià també va créixer durant la transició. L'any 1982 al País Valencià, es va aprovar l'Estatut d'Autonomia, i axò va fer que tornés la Generalitat Valenciana. Des del 1983 al País Valencià, el català també dit valencià al territori, es va fer oficial al territori.
A les Illes Balears, el 4 de juny del 1977 es va fer el Pacte Autonomic de les Illes Balears. Amb això es va recuperar el govern balear, el Parlament i els tres consells de les illes. El 25 de febrer del 1983 es va aprovar l'Estatut d'Autonomia de les Illes Balears, que considerava el català juntament amb el castellà com a llengües oficials. Gràcies a tots aquests canvis, el català es va recuperar arreu dels Països Catalans.

### Actualitat
Cap a l'any 1982 es podria començar l'inici de l'època democràtica arreu de l'estat espanyol i això va arribar a la major part dels Països Catalans i el català ja es considerava una llengua totalment normal entre la població dels Països Catalans. A Catalunya es van fer les segones Eleccions al Parlament de Catalunya del 1984 que les va tornar a guanyar Jordi Pujol amb CiU i amb majoria absoluta amb 72 diputats. Jordi Pujol va ser president fins a l'any 2003 i el seu successor va ser Pasqual Maragall del PSC. Entre el 2006 i el 2010 el president va ser José Montilla del PSC. Llavors va arribar Artur Mas de la CiU i va ser president des del 2010 fins al 2016. L'any 2016 va preidir Carles Puigdemont de Junts pel Sí que només va durar fins a l'any 2017 degut a les causes del referendum de l'1 d'octubre de 2017. Entre l'octubre de 2017 i juny de 2018 es va imposar l'article 155 a Catalunya que suspenia el Parlament de Catalunya. Des del 2018 fins al 2020 el president va ser Quim Torra de JuntsxCat i des del 2020 el president de Catalunya es Pere Aragonès d'ERC.